# Werra
Die Werra ist der rechte, östliche Quellfluss der Weser.
Die Werra entspringt im Thüringer Schiefergebirge. Sie fließt ca. 300 km im Wesentlichen nach Nordwesten, bis sie sich mit der Fulda zur Weser vereinigt. Werra und Weser trugen ursprünglich einen Namen, nämlich *Wisura/Wisera.

## Namensherkunft
Noch im ersten Jahrtausend wurden Werra und Weser namentlich nicht unterschieden und die Werra wurde als „eigentlicher“ Quellfluss der Weser angesehen. Die Namensgeschichte belegt, dass die Werra auch historisch als eigentlicher Weseroberlauf betrachtet wurde, da die Namen Werra und Weser etymologisch identisch sind (siehe hierzu auch Absatz Namensherkunft des Artikels Weser).
775 ist der Name Uiserra für die Werra bei Salzungen belegt, 933 kommt die Form Viseraha vor, bei der das germanische -aha „Wasser“ an den Flussnamen angehängt wurde. 1014 ist daraus Werraha und schließlich gekürzt Werra geworden, indem /sr/ zu /rr/ angeglichen wurde. Damit ist der Werra-Name etymologisch identisch mit dem Namen der Weser, für die althochdeutsch Wesera, Wisara, Wisura und auch – mit angehängtem -aha – Wiseraha belegt ist. Erst neuhochdeutsch wurden die Namen Werra und Weser deutlich getrennt und als Bezeichnung für Ober- bzw. Unterlauf desselben Flusses verwendet.
Die latinisierte Form Visurgis bei Tacitus lässt germanisch *Visuri mit dem Genitiv *Visurjos erschließen. Dieser Name stammt wie der der französischen Vézère (Nebenfluss der Dordogne) und der Weser/Vesdre in Belgien (Nebenfluss der Ourthe, 915 auch als Wesere belegt) letztlich aus der indogermanischen Wurzel *u̯eis- „fließen, zerfließen“, die in fast allen indogermanischen Sprachgruppen – insbesondere im Keltischen, Germanischen, Romanischen und Baltischen – belegt ist (Pokorny S. 1134). Weitere Flussnamen derselben Herkunft wie Weser/Werra sind La Vis in Frankreich, Wear (von *Visuria) in Nordengland, Vesouze (Nebenfluss der Meurthe), Wiesaz in Württemberg, Vesonze im Wallis, Visance in Frankreich, Dep. Orne, Bisenzio in Etrurien, Besançon (dt. Bisanz) in Frankreich, Viešintà in Litauen, Vismund in Norwegen und die Vistula „Weichsel“ (siehe Krahe S. 51). (Das früher hier etymologisch angeschlossene deutsche Wort Wiese wird heute auf eine andere indogermanische Wurzel zurückgeführt. Siehe Kluge S. 989.)

## Geographie

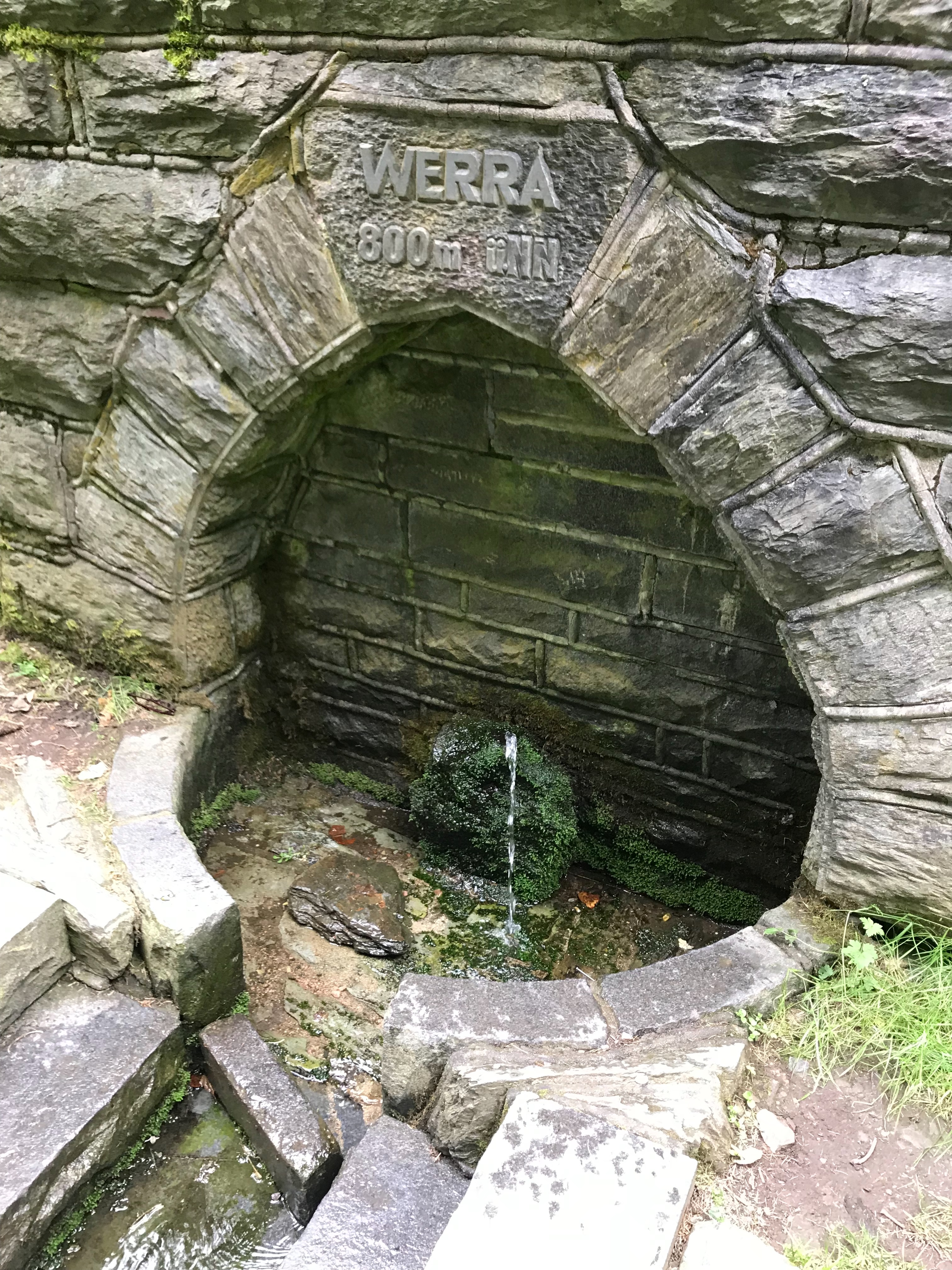
Weitere gefasste Werraquelle (Saar) von 1910

Die Werra entspringt am Sommerberg (800,5 m) bei Fehrenbach und fließt zunächst Richtung Süden. Kurz hinter Eisfeld auf 415 m Höhe schwenkt sie nach Nordwesten bis Philippsthal, dort richtet sie sich nach Nordosten bis Mihla, von wo sie bis Münden wieder nach Nordwesten fließt.

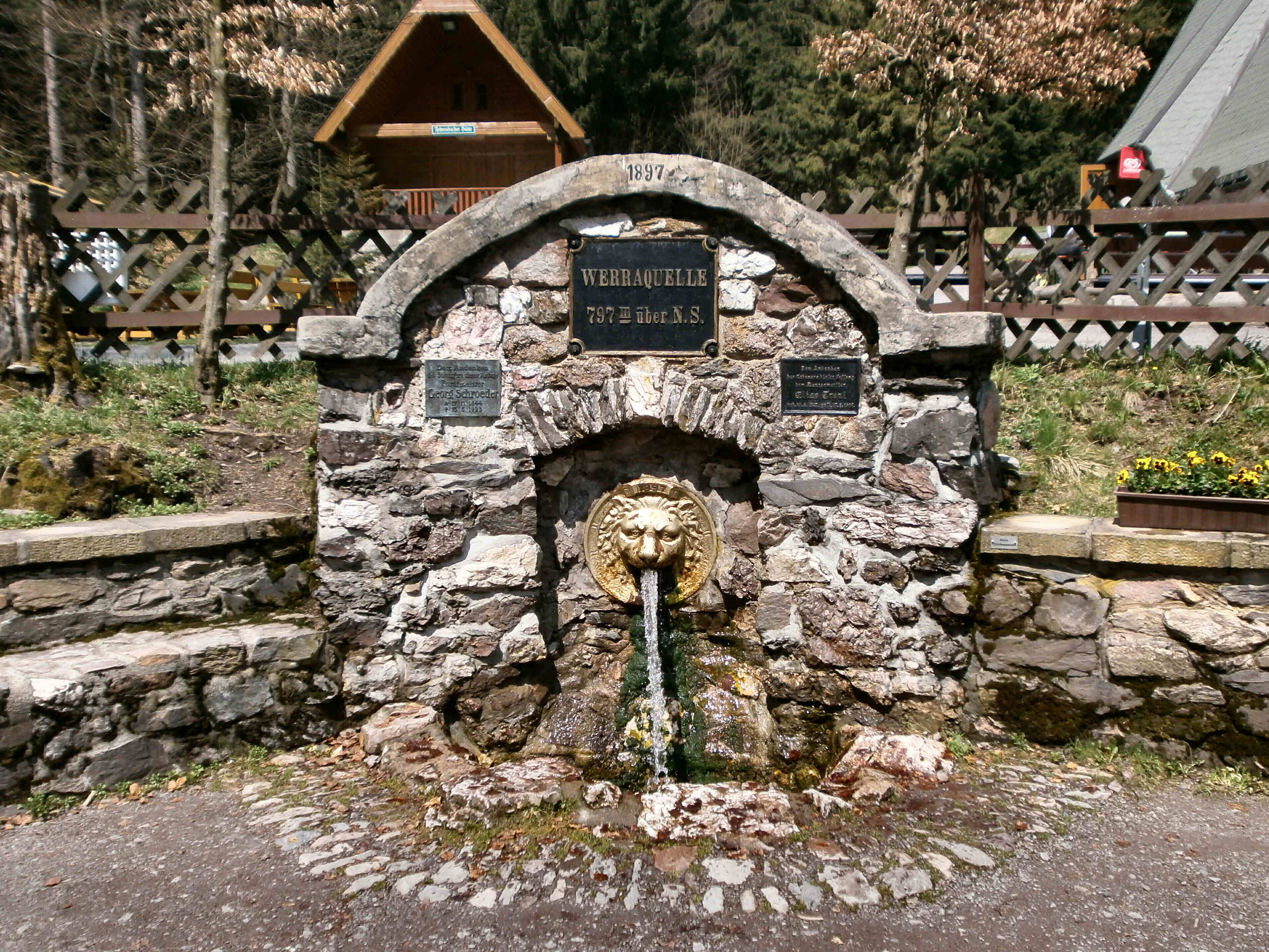
Gefasste Werraquelle von 1897

### Quelle
Auf die Werraquelle am Sommerberg, einer Nebenkuppe des Eselsbergs auf etwa 797 m ü. NHN (⊙) bezieht sich die Flusskilometrierung. Diese Schrödersche Quellfassung wurde am 14. August 1898 mit einem Waldfest feierlich eingeweiht. Forstmeister Georg Schröder aus Heubach war der Namensgeber. Maurermeister Elias Traut aus Fehrenbach fasste die Quelle in heimischem Naturstein, aus dem Rachen eines Löwenhauptes fließt seitdem das Wasser. Zwei Gedenktafeln an der Fassung erinnern an Forstmeister Schröder und Maurermeister Traut. Das Taufwasser für den Lufthansa-CRJ 700 Eschwege wurde hier abgefüllt. Im Jahr 2006 gab es eine umfangreiche Sanierung des Quellstocks und des umgebenden Terrains. Auch 2018 wurde die Umgebung der Quelle umgestaltet. Die alte Werrahütte wurde abgerissen und an derselben Stelle eine neue und größere Hütte mit einem Gastronomieangebot für Touristen und Wanderer gebaut. Auch ein hölzerner Aussichtsturm im oberen Werrateich wurde hinzugefügt. Im Frühjahr 2025 wurde durch den Dorfgemeinschaftsverein Fehrenbach die umfangreichste Sanierung seit dem Bau 1897 durchgeführt. Diese umfassten u. a. Sanierungsarbeiten am gemauerten Quellstock, ein neuer Quellteich sowie eine kleine Holzbrücke.
Weiterhin ist 1910 eine knapp 7 km südöstlich von Siegmundsburg gelegene Quelle als Werraquelle gefasst worden. Sie liegt auf etwa 805 m Höhe (⊙) am Nordwesthang der Dürren Fichte, einem Nordostausläufer des Bleßbergs und ist ein Quellbach der Saar, die ein knapp größeres Einzugsgebiet als die Werra vom Eselsberg aufweist. Die Saar ist der äußerste Zufluss der Werra und ihre Quelle befindet sich in nächster Nähe zum Dreistromstein.

### Oberlauf

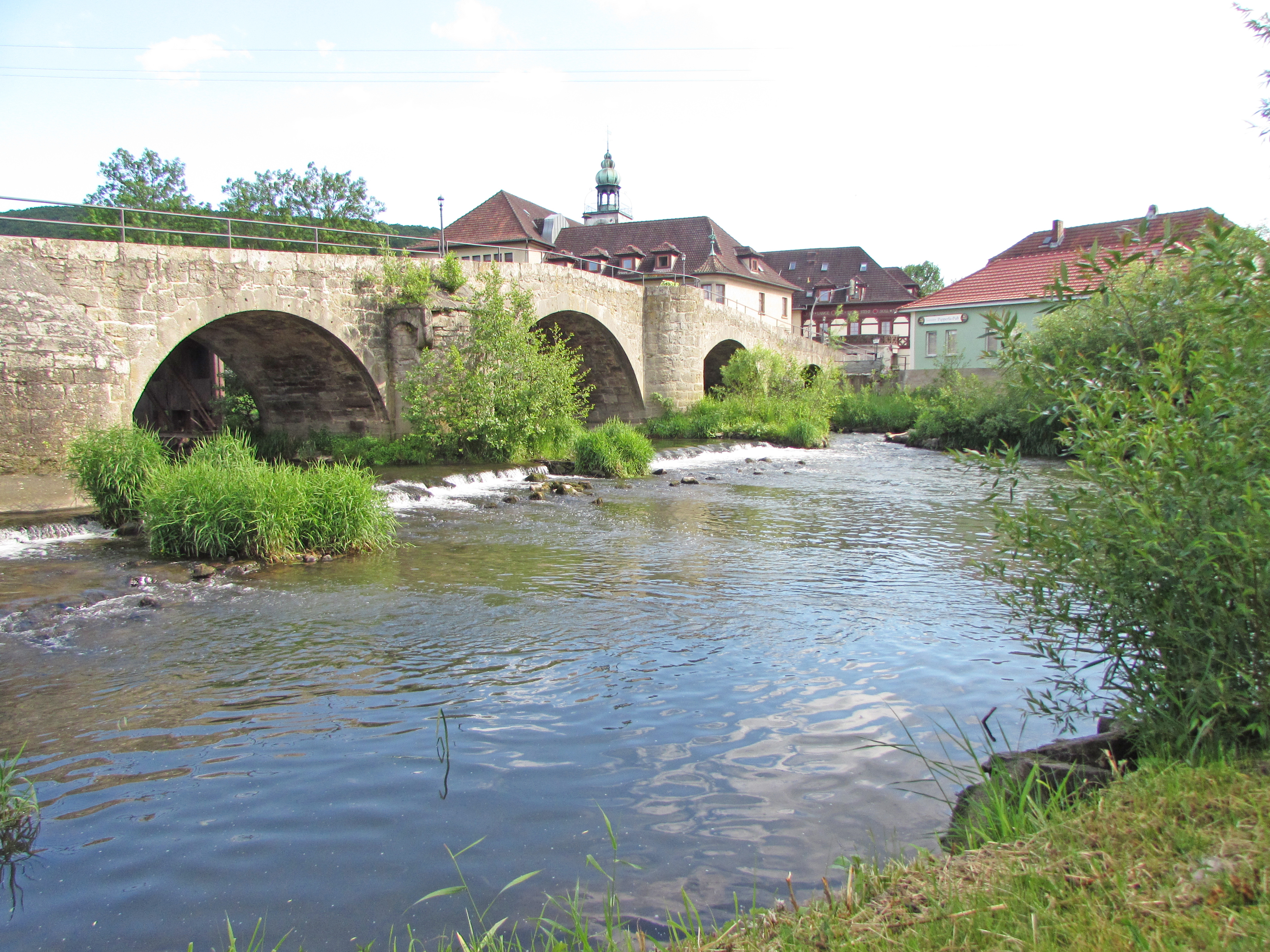
Oberlauf der Werra in Obermaßfeld-Grimmenthal

Die Werra fließt zunächst im Wesentlichen Richtung Süden. Zwischen Sophienau und Schwarzenbrunn (nach etwa 6,6 km, auf etwa 500 m Höhe) verlässt die Werra den Thüringer Wald und tritt ins Südliche Vorland des Thüringer Waldes ein. In Schwarzenbrunn fließt ihr die Saar zu. Nach nur wenigen Kilometern erreicht sie Eisfeld und unterquert die A 73. Von dort aus fließt die Werra nach Nordwesten und passiert die südlich angrenzenden Langen Berge und wenig später die südwestlich aufragenden, etwa 6 km entfernten Gleichberge. In diesem Bereich fließt die Werra durch Hildburghausen. In Kloster Veßra nimmt die Werra von rechts ihren ersten größeren Nebenfluss auf, die Schleuse, die im Mittel die größere Wassermenge als die Werra führt. Bei Themar wird die Werra im Hochwasserrückhaltebecken Grimmelshausen aufgestaut. Sie unterquert dann die A 71 und nimmt ihren zweiten größeren Nebenfluss, die Hasel, auf.

### Mittellauf

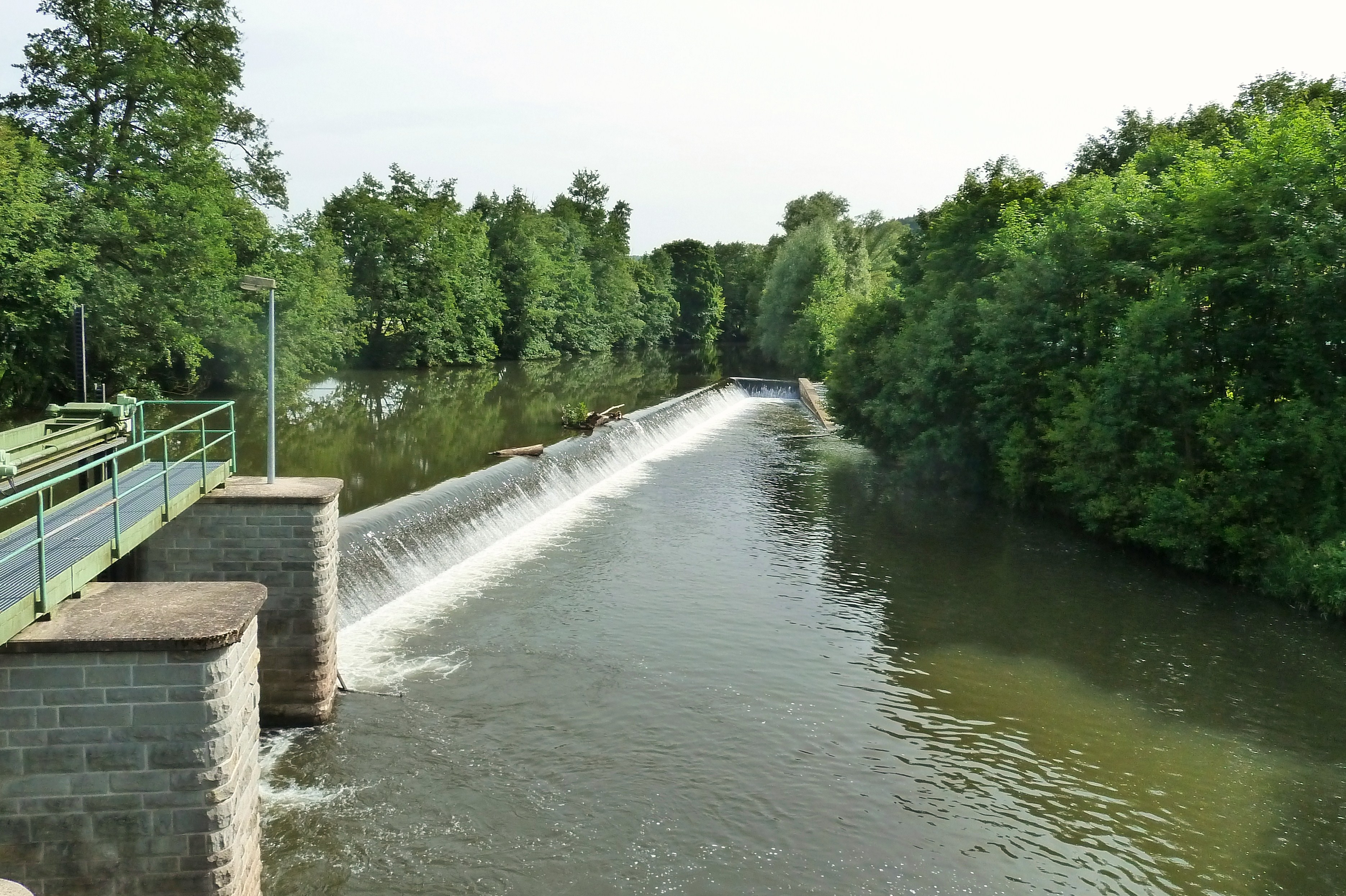
Werra-Mittellauf in Meiningen: hier teilt sich der Fluss (rechts der Hauptarm)

Im oberen Mittellauf passiert die Werra das Stadtgebiet von Meiningen, wo ihr Wasser mittels Wehren in mehrere Flussarme und Wassergräben aufgeteilt wird. Die Wassergräben umfließen hierbei die gesamte historische Altstadt. Der Hauptflusslauf wird in Meiningen von sieben Straßen- und Fußgängerbrücken, die Nebenarme werden von Dutzenden weiteren Brücken überspannt. Ab unterhalb Meiningens umfließt sie östlich bis nordöstlich das Stadtlengsfelder Hügelland, das der Rhön vorgelagert ist. Im Osten und Nordosten liegt weiterhin das Vorland des Thüringer Waldes mit dem Berg Dolmar, bis dieses vom Salzunger Werrabergland abgelöst wird. In Bad Salzungen ändert die Werra ihre Richtung vorübergehend nach Westen. In diesem Abschnitt fließen der Werra von links mit Felda (bei Dorndorf) und Ulster (bei Philippsthal) die beiden wichtigsten inneren Flüsse der Rhön zu. Zwischen Vacha und Philippsthal bildet die Werra die Grenze zwischen Thüringen und Hessen, ehe sie erstmals in Osthessen fließt.

### Unterlauf
Unterhalb der Ulstermündung schwenkt die Werra in nordöstliche Richtung um. Sie überquert unterhalb Heringen-Widdershausen erneut die Grenze nach Thüringen und passiert den westlich aufragenden Seulingswald. Bei Gerstungen nähert sie sich wieder Hessen an und fließt parallel zur Landesgrenze. Die Werra passiert östlich das Richelsdorfer Gebirge und fließt nach Norden weiter. Sie erreicht bei Herleshausen-Wommen zum zweiten Mal Hessen.
Parallel zur Bundesautobahn 4 bildet die Werra für einige Kilometer die Grenze der beiden Bundesländer. Wiederum in Thüringen tangiert sie das Stadtgebiet von Eisenach und steuert in nordöstliche Richtung auf den Nationalpark Hainich zu. Auf dem Weg unterquert sie die A 4 (Werratalbrücke Hörschel) und fließt an Creuzburg vorbei. Die Werra weicht dem Hainich westlich aus und knickt bei Mihla in Richtung Nordwesten nach Treffurt ab. Sie erreicht wieder (das nordöstliche) Hessen bei Wanfried-Heldra, das unterhalb des Heldrasteins liegt.
Die Werra fließt unmittelbar westlich an der Stadt Wanfried vorbei. Durch eine recht breite Flussniederung passiert der Fluss nördlich den Schlierbachswald bei Eschwege, direkt südlich den Werratalsee und dann den auf dem Großen Leuchtberg stehenden Eschweger Bismarckturm. Als Nächstes erreicht die Werra Bad Sooden-Allendorf und lässt den Hohen Meißner im (Süd-)Westen liegen. Hinter Bad Sooden-Allendorf bildet der Fluss unterhalb des Höhebergs bis kurz nach Lindewerra letztmals die hessisch-thüringische Landesgrenze. Die Werra fließt dabei zwischen der Burg Hanstein (Thüringen) und der Burg Ludwigstein (Hessen). Wieder in Nordost-Hessen befindet sich südlich der Werra zunächst der Naturraum Nördliche Meißnervorberge. Anschließend erreicht die Werra die Stadt Witzenhausen. Vom Ortsteil Witzenhausen-Gertenbach bis nach Hedemünden bildet der Fluss für einige Kilometer die Grenze von Hessen und Niedersachsen.
Nach endgültigem Überqueren dieser Landesgrenze unterquert die Werra jeweils im Abschnitt Kassel–Göttingen die Brücken der A 7 und der ICE-Schnellfahrstrecke Hannover–Würzburg. In diesem Bereich durchfließt das Wasser der Werra den Naturpark Münden und gelangt ins niedersächsische Hann. Münden. Dort trifft die Werra auf 116,5 m Höhe (dies ergibt 683,5 m Höhenunterschied) mit der hier aus Richtung Südwesten kommenden Fulda zusammen. Diese „Flusshochzeit“ liegt unterhalb der Berge des Reinhardswalds wenige hundert Meter östlich der hessischen Landesgrenze. Gemeinsam bilden beide Flüsse fortan die Weser, die bei Bremerhaven in die Nordsee fließt.

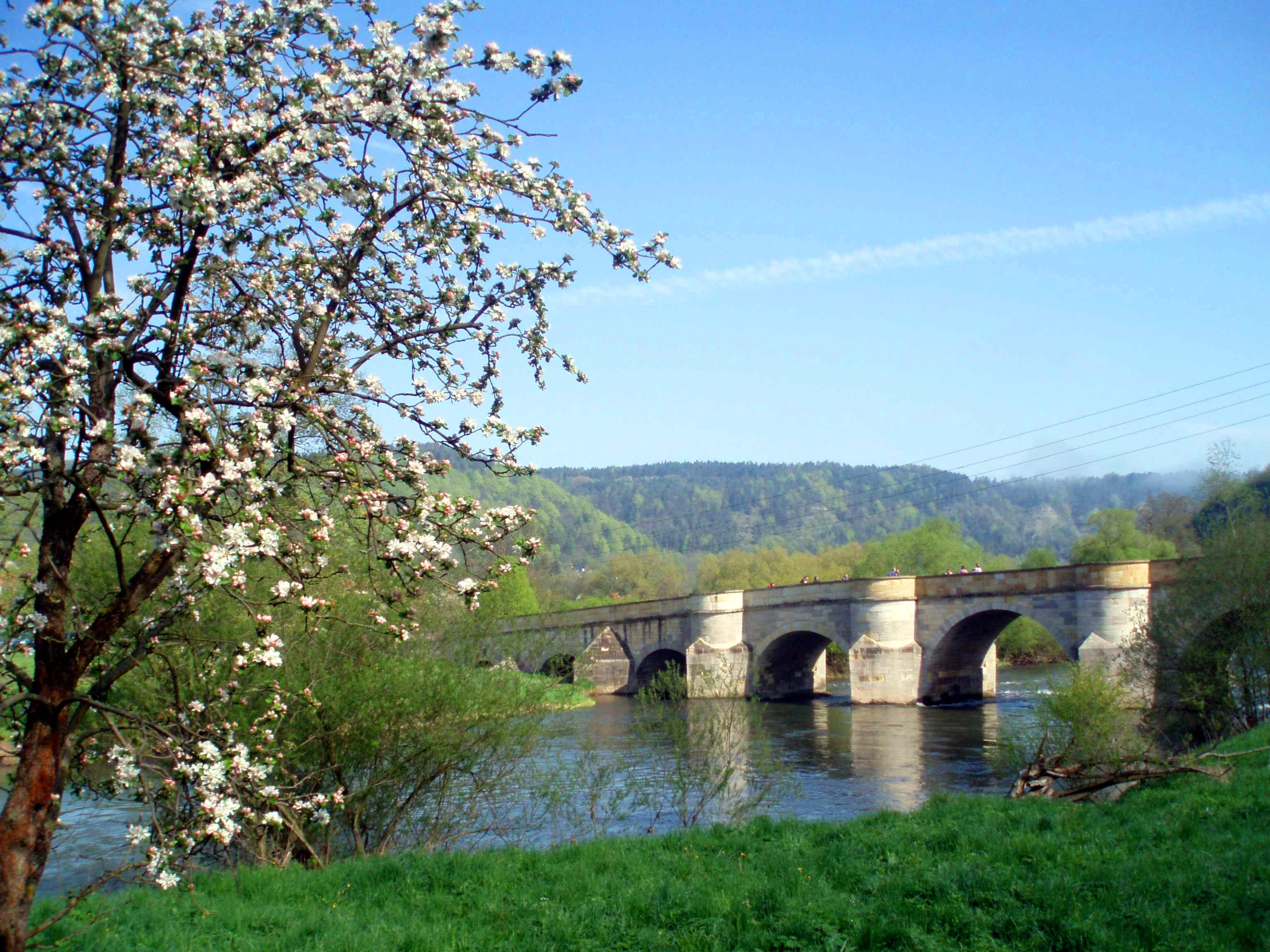
Werrabrücke Creuzburg
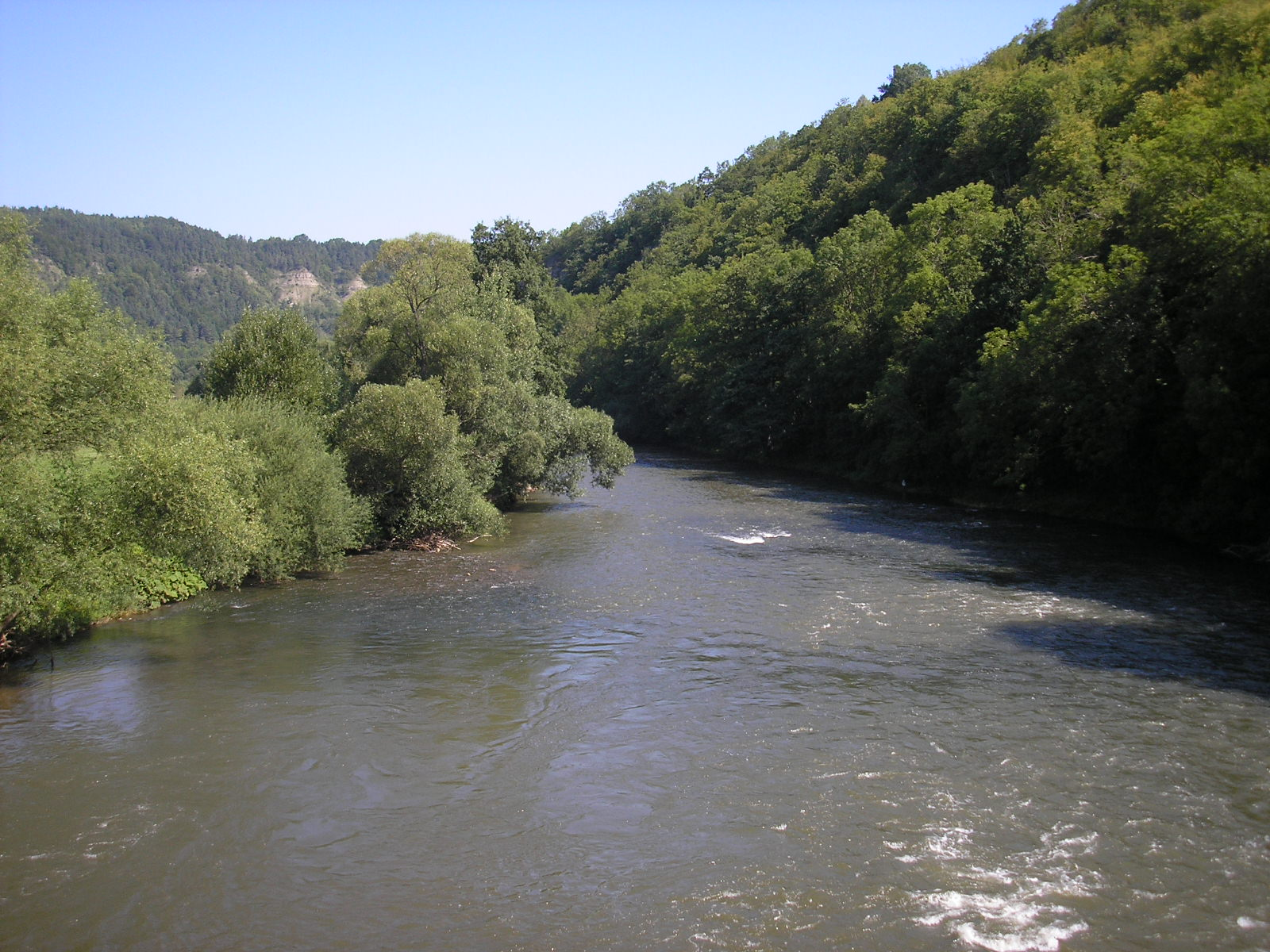
Bei Creuzburg
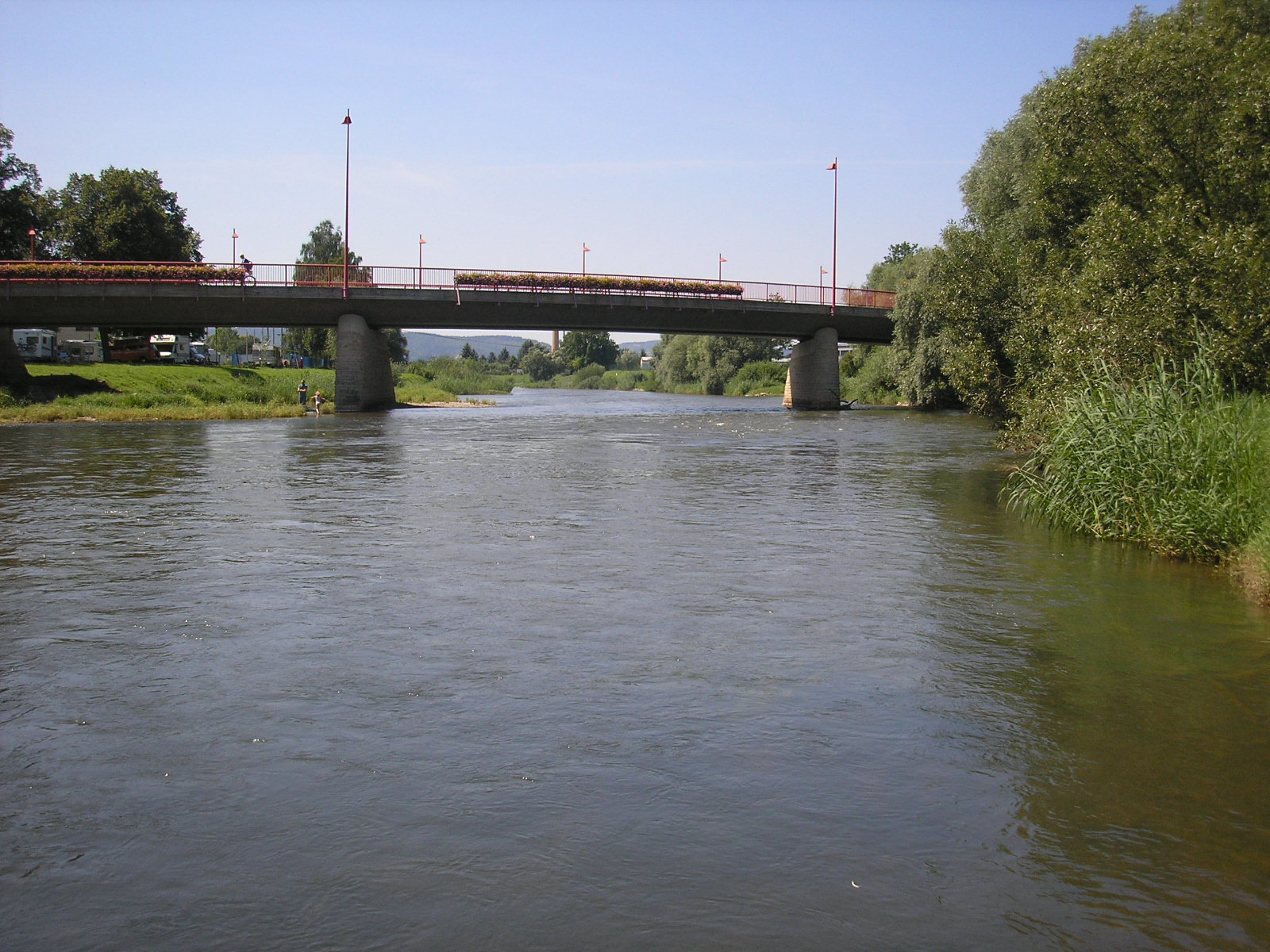
Bei Treffurt
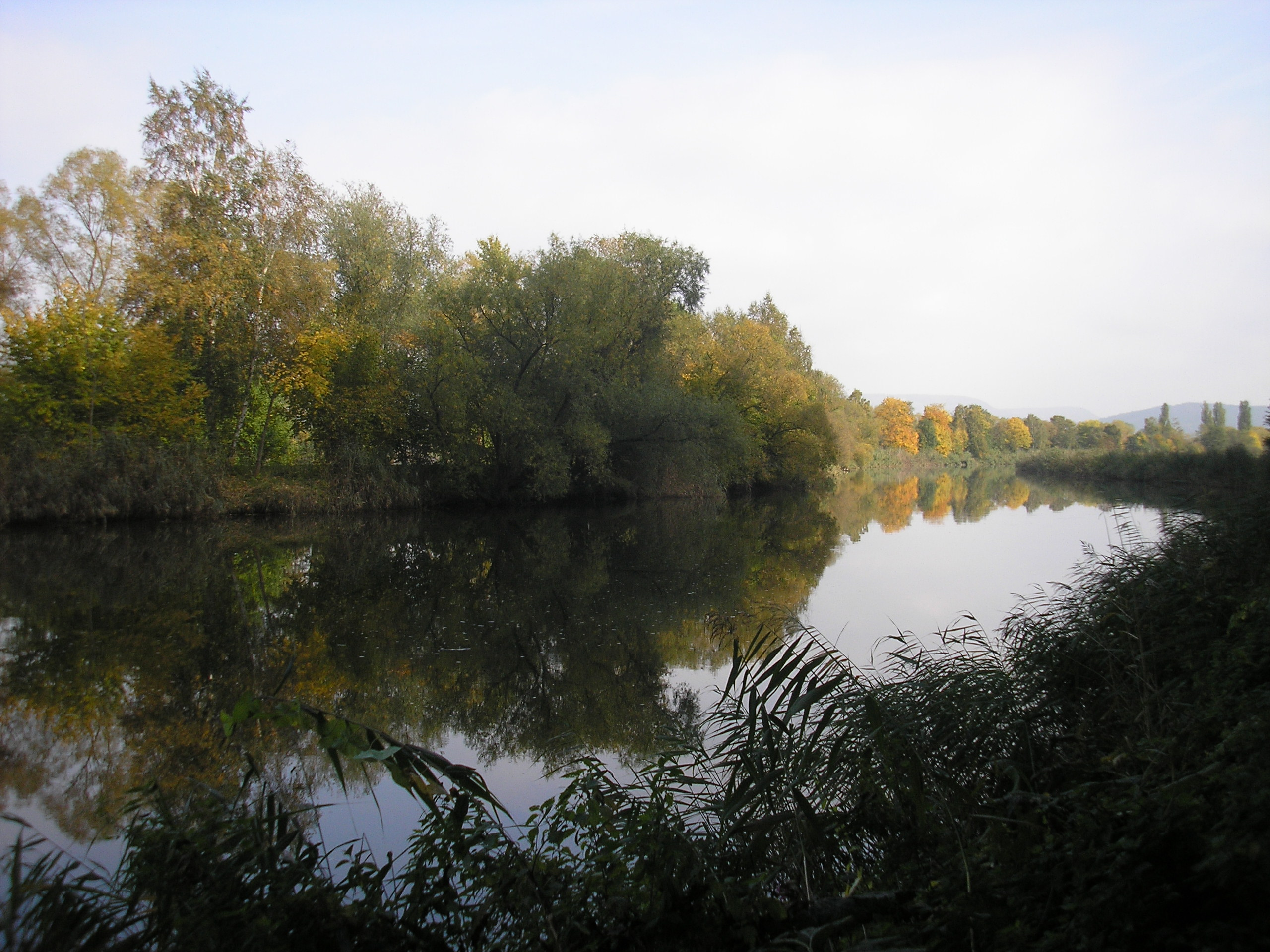
Bei Eschwege im Herbst
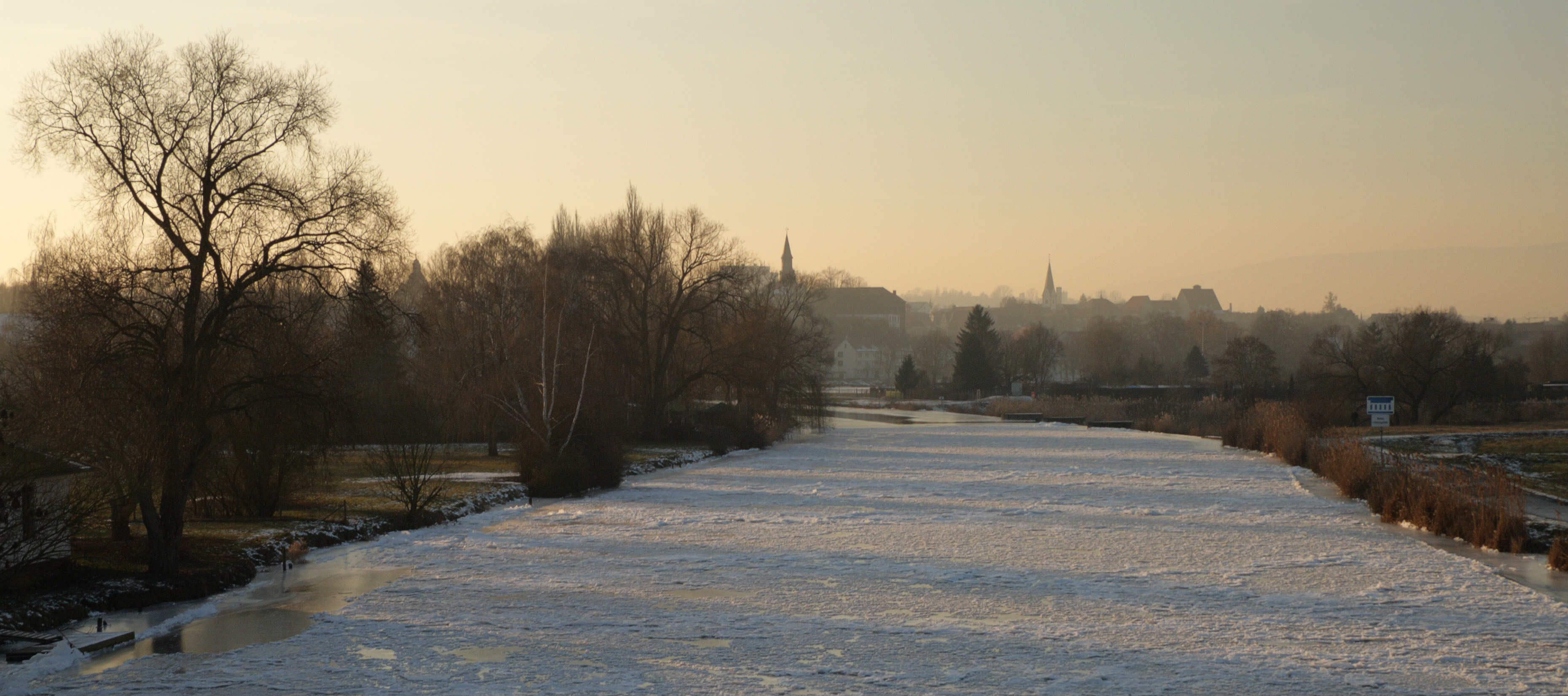
Zugefrorene Werra bei Eschwege
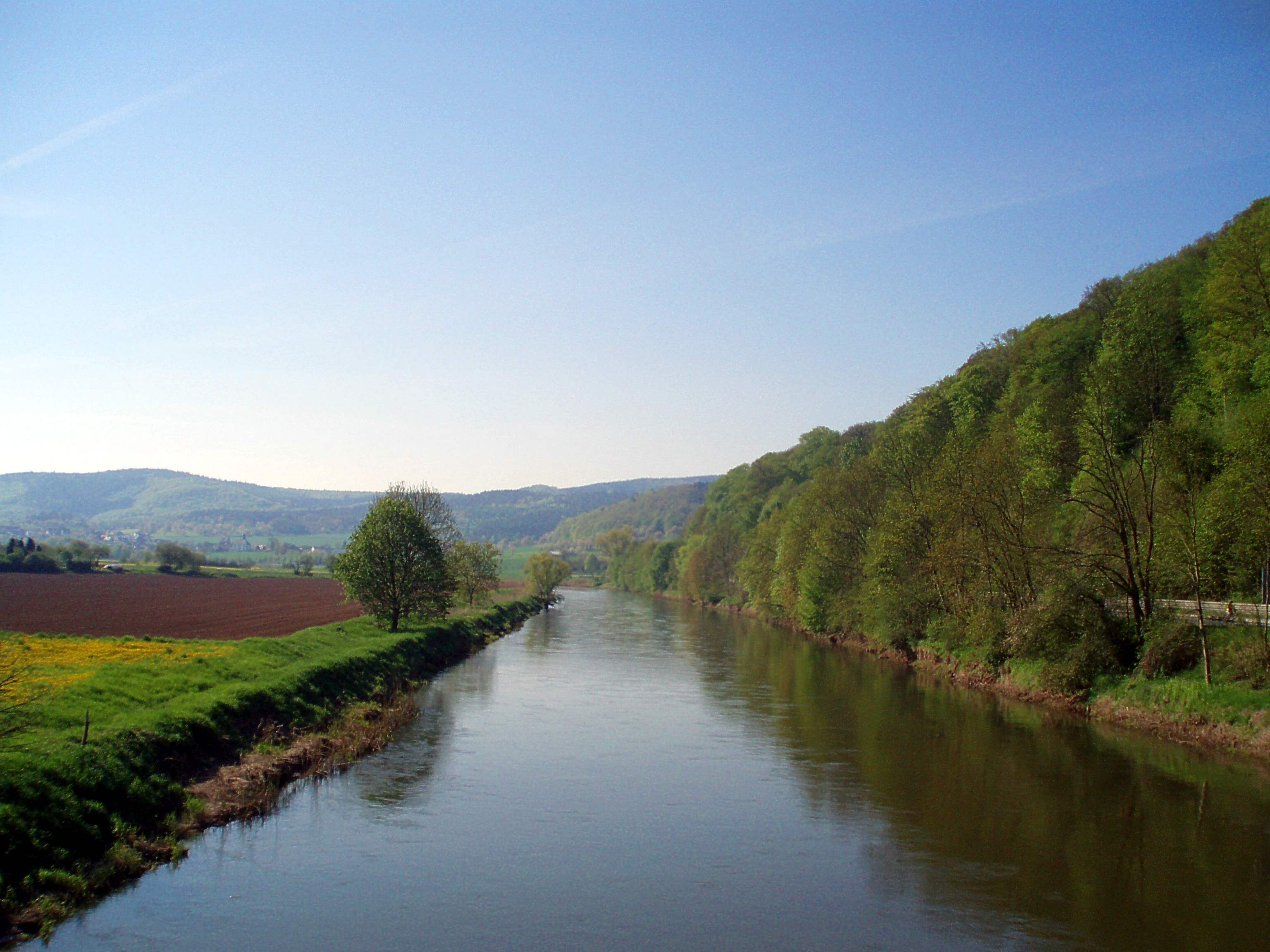
Bei Werleshausen
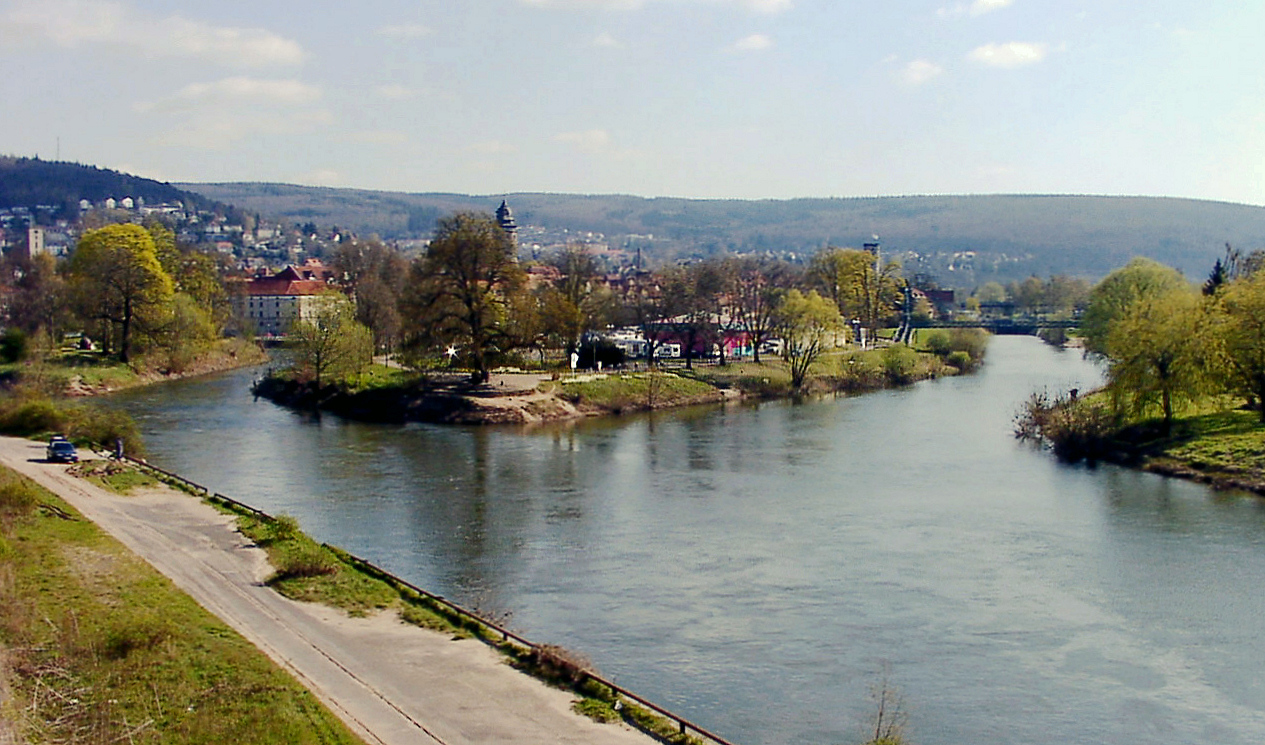
Zusammenfluss von Werra (links) und Fulda (rechts) zur Weser (vorn)

### Weserstein und Weserliedanlage

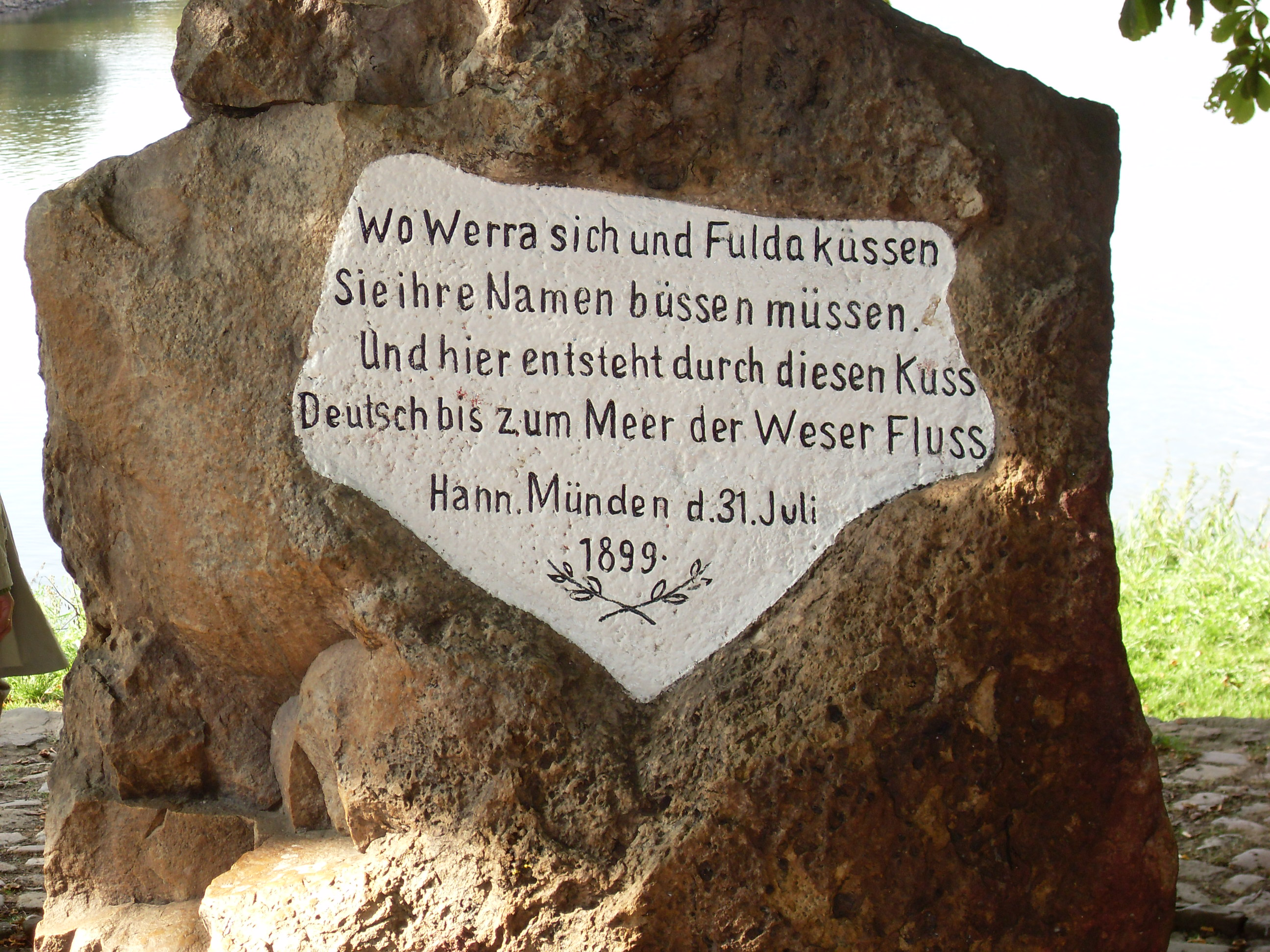
Weserstein am Zusammenfluss von Werra und Fulda zur Weser

Am Zusammenfluss von Werra und Fulda, durch den in Hann. Münden die Weser entsteht, steht seit 1899 der (alte) Weserstein und seit 2000 der (neue) Weserstein. Hoch oben über der Stadt befindet sich jenseits der Werra über der B 80 auf dem Questenberg die Weserliedanlage.
Der (alte) Weserstein trägt diese weithin bekannte Inschrift:
Wo Werra sich und Fulda küssen
Sie ihre Namen büssen müssen,
Und hier entsteht durch diesen Kuss
Deutsch bis zum Meer der Weser Fluss.

### Einzugsgebiet und Zuflüsse
Das Einzugsgebiet der Werra umfasst 5.497 km².

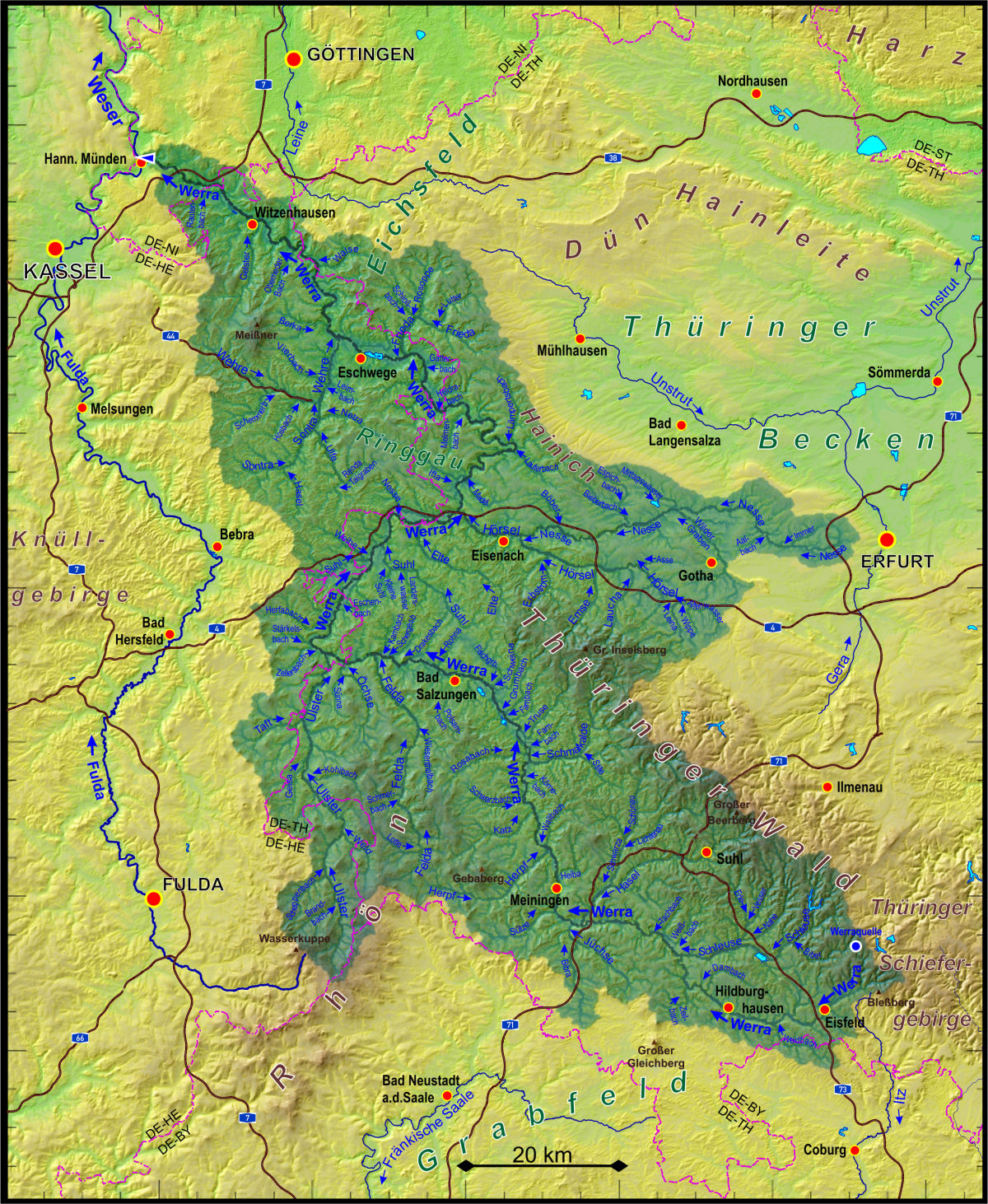
Einzugsgebiet der Werra

Nachfolgend sind beide Quellbäche sowie alle Nebenflüsse ab 30 km² Einzugsgebiet aufgelistet.
Sofern Einzugsgebiet und Abfluss nicht dem gesamten Fluss, sondern nur seinem untersten Pegel entsprechen (Flüsse mit Mündung in Thüringen), ist dieses per Fußnote am Flussnamen vermerkt.
→ zur kompletten Liste
| Name                      | Seite  | Länge (km) | EZG (km²) | Abfluss (MQ; l/s) | Mündungs- höhe (m ü. NHN) | Mündungs- ort (bei)     | DGKZ   |
| ------------------------- | ------ | ---------- | --------- | ----------------- | ------------------------- | ----------------------- | ------ |
| Werra (rechter Quellbach) | rechts | 8,0        | 10,7      |                   | 491                       | Schwarzenbrunn          | 41-11  |
| Saar (linker Quellbach)   | links  | 6,5        | 12,8      |                   | 491                       | Schwarzenbrunn          | 41-12  |
| Schwaba                   | rechts | 9,1        | 32,5      |                   | 396                       | Harras                  | 41–138 |
| Habergrund                | links  | 10,0       | 37,0      |                   | 385                       | Veilsdorf               | 41-14  |
| Schleuse                  | rechts | 34,2       | 282,9     | 4460              | 333                       | Kloster Veßra           | 41-16  |
| Hasel                     | rechts | 26,4       | 330,9     | 4620              | 295                       | Einhausen               | 41-2   |
| Jüchse (Parthe)           | links  | 14,5       | 106,1     |                   | 293                       | Obermaßfeld-Grimmenthal | 41-32  |
| Sülze                     | links  | 12,4       | 52,1      |                   | 292                       | Untermaßfeld            | 41–332 |
| Herpf                     | links  | 21,7       | 95,3      |                   | 277                       | Walldorf                | 41-34  |
| Katza                     | links  | 15,1       | 61,3      |                   | 269                       | Wasungen                | 41–354 |
| Schwarzbach               | links  | 11,1       | 39,5      |                   | 264                       | oberh. Schwallungens    | 41–356 |
| Schmalkalde               | rechts | 24,9       | 156,4     | 2140              | 252                       | Niederschmalkalden      | 41-36  |
| Rosabach                  | links  | 13,0       | 39,7      |                   | 251                       | Wernshausen             | 41–372 |
| Truse                     | rechts | 18,4       | 46,2      |                   | 245                       | Breitungen              | 41–374 |
| Fischgraben (Moorbach)    | rechts | 10,3       | 32,1      |                   | 240                       | Barchfeld               | 41–376 |
| Pfitzbach (Polsambach)    | links  | 12,3       | 34,4      |                   | 239                       | Bad Salzungen           | 41–378 |
| Felda                     | links  | 42,2       | 216,7     | 2300              | 225                       | Dorndorf                | 41-38  |
| Oechse                    | links  | 16,0       | 61,6      |                   | 223                       | Vacha                   | 41–394 |
| Ulster                    | links  | 57,2       | 421,0     | 5279              | 221                       | Philippsthal            | 41-4   |
| Herfabach                 | links  | 11,3       | 40,0      | 245               | 216                       | Wölfershausen           | 41–52  |
| Suhl                      | rechts | 21,8       | 91,3      |                   | 206                       | Berka                   | 41–54  |
| Weihe                     | links  | 11,5       | 64,0      | 344               | 206                       | Untersuhl               | 41–56  |
| Elte                      | rechts | 23,5       | 81,0      |                   | 200                       | Lauchröden              | 41–58  |
| Hörsel                    | rechts | 56,2       | 784,0     | 6260              | 194                       | Hörschel                | 41-6   |
| Ifta                      | links  | 8,9        | 30,7      |                   | 190                       | Creuzburg               | 41–72  |
| Lauterbach                | rechts | 9,4        | 42,4      |                   | 184                       | Mihla                   | 41–734 |
| Lempertsbach (Grundbach)  | rechts | 9,0        | 30,3      |                   | 182                       | oberh. Ebenshausens     | 41–736 |
| Frieda                    | rechts | 18,4       | 171,8     | 1339              | 161                       | Frieda                  | 41–78  |
| Wehre                     | links  | 36,4       | 451,7     | 4147              | 153                       | Jestädt                 | 41-8   |
| Berka                     | links  | 9,8        | 37,3      | 363               | 153                       | Albungen                | 41–92  |
| Walse                     | rechts | 11,3       | 31,9      |                   | 144                       | Wahlhausen              | 41–94  |
| Gelster                   | links  | 23,0       | 60,6      | 771               | 132                       | Witzenhausen            | 41–96  |

Eine Besonderheit weist der Farnbach auf. Der Bach fält teilweise trocken (Farnbachversickerung) und entwässert unterirdisch über die Grumbach und die Schweina.

### Ortschaften
Flussabwärts gesehen liegen an der Werra diese Ortschaften:
- Kreis Hildburghausen (TH)
  - Sachsenbrunn
  - Eisfeld (+ OTe)
  - Veilsdorf (+ OTe)
  - Hildburghausen (+ OTe)
  - Reurieth
  - Grimmelshausen
  - Themar
  - Henfstädt
- Landkreis Schmalkalden-Meiningen (TH)
  - Leutersdorf
  - Vachdorf
  - Belrieth
  - Einhausen
  - Obermaßfeld-Grimmenthal
  - Untermaßfeld
  - Meiningen
  - Walldorf
  - Wasungen
  - Schwallungen
  - Schmalkalden-Wernshausen
  - Fambach
  - Breitungen/Werra
- Wartburgkreis (TH)
  - Immelborn (l) und Barchfeld (r)
  - Bad Salzungen
  - Leimbach
  - Tiefenort
  - Merkers
  - Dorndorf
  - Vacha
- Landkreis Hersfeld-Rotenburg (HE)
  - Philippsthal
  - Heringen
- Wartburgkreis (TH)
  - Werra-Suhl-Tal Ortsteile
    - Dankmarshausen (l)
    - Berka

  - Gerstungen und dessen Ortsteile Neustädt (l), Sallmannshausen (r) und Lauchröden (r)
- Werra-Meißner-Kreis (HE)
  - Herleshausen (l)
- Wartburgkreis (TH)
  - Eisenach Stadtteile
    - Göringen (r)
    - Wartha (l)
    - Neuenhof (r)
    - Hörschel (r)

  - Pferdsdorf (l) und Spichra (r) (Gemeinde Krauthausen)
  - Amt Creuzburg Ortsteile
    - Creuzburg (+ Ebenau (l))
    - Buchenau (r)
    - Mihla (r)
    - Ebenshausen (r)
    - Frankenroda (r)

  - Treffurt (+ OTe Falken (r) und Großburschla (l))
- Werra-Meißner-Kreis (HE)
  - Wanfried (+OTe)[18]
  - Meinhard (+ OTe, l)
  - Eschwege (+ OTe, r)
  - Bad Sooden-Allendorf (+ OTe)
- Landkreis Eichsfeld (TH, r)
  - Wahlhausen
  - Lindewerra
- Werra-Meißner-Kreis (HE)
  - Witzenhausen (+OTe)
  - Blickershausen – Hessen
- Landkreis Göttingen (NI)
  - Hedemünden
  - Hann. Münden

### Wasserführung

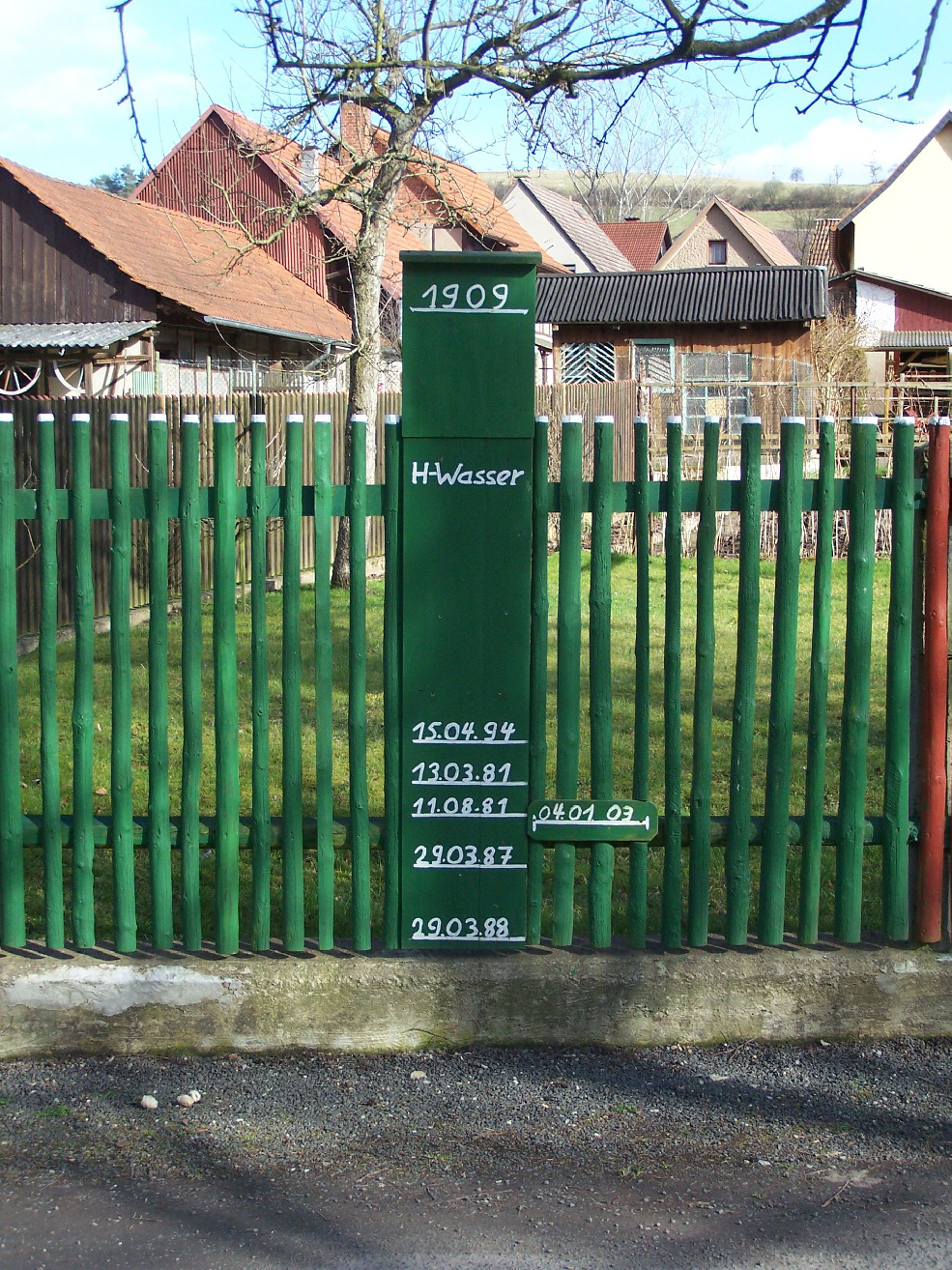
Hochwassermarken in Frankenroda

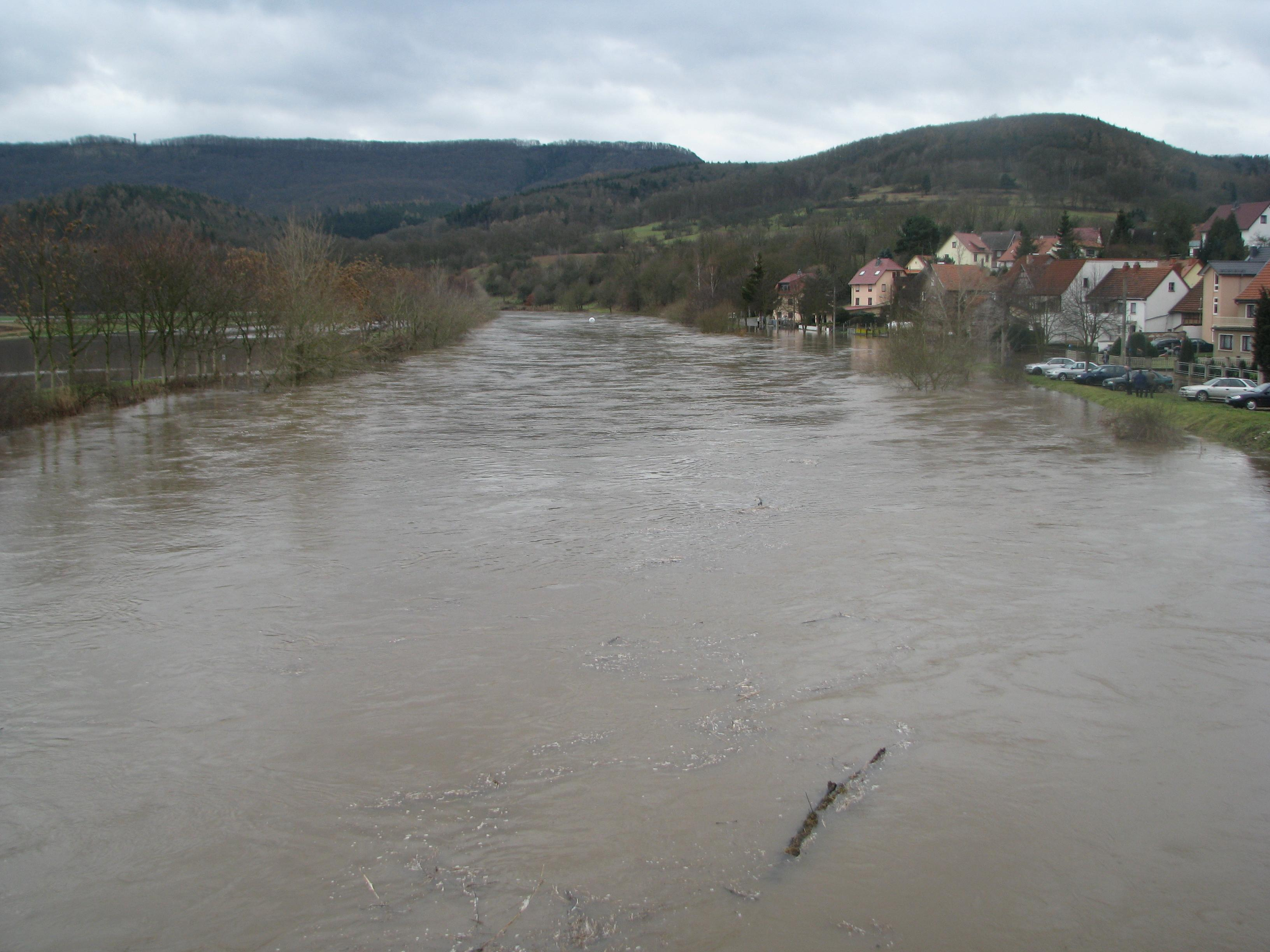
Hochwasser der Werra bei Großburschla am 15. Januar 2011

Trotz ihrer größeren Länge führt die Werra etwas weniger Wasser als die Fulda, die das größere Einzugsgebiet aufweisen kann. Die Situation ist allerdings ähnlich der beim Zusammenfluss von Rhein und Aare. Die Fulda erreicht ihre Größe ebenfalls erst kurz vor ihrem Zusammenfluss mit der Werra, als sie oberhalb von Kassel mit der Eder, die die Fulda an Wasserführung hier sogar übertrifft, ihren größten Nebenfluss aufnimmt.
Die Werra kann im Jahresmittel einen Abfluss von 51,2 m³/s aufweisen, gemessen am Pegel „Letzter Heller“ kurz vor Hann. Münden. Der Erhebungszeitraum lag in 64 Jahren zwischen 1941 und 2005 bei zwei Ausfalljahren (Kalenderjahr 2001, Abflussjahr 2002, das heißt 1. November 2001 bis 31. Oktober 2002). Der niedrigste Abfluss wurde am 2. November 1949 mit 5,1 m³/s gemessen. Die höchsten gemessenen Werte liegen recht lange zurück: am 10. Februar 1946 flossen 605 m³/s ab, am 16. März 1947 563 m³/s und am 20. März 1942 528 m³/s. Ein Wert aus jüngster Zeit folgt erst auf Rang sieben: 440 m³/s wurden am 5. Januar 2003 erreicht.
→ Siehe auch: Werrahochwasser 1909

### Bekannte Brücken
- Georgsbrücke (Meiningen), älteste noch stehende Stahlbetonbrücke in Deutschland von 1899
- Werrabrücke Vacha, mittelalterliche Steinbogenbrücke mit insgesamt 14 Bögen
- Werrabrücke Creuzburg, Steinbogenbrücke mit 7 Halbkreisbögen aus dem Jahre 1223
- Werratalbrücke Hörschel, 13-feldrige Spannbeton-Talbrücke der Bundesautobahn 4, 732 m Länge
- Werratalbrücken Hedemünden, zwei parallele Talbrücken für die A 7 und die Eisenbahn-Schnellfahrstrecke Hannover–Würzburg
- Alte Werrabrücke in Hann. Münden, Steinbogenbrücke aus dem 13. Jahrhundert

## Wirtschaftliche Nutzung

### Kalibergbau und Werraversalzung

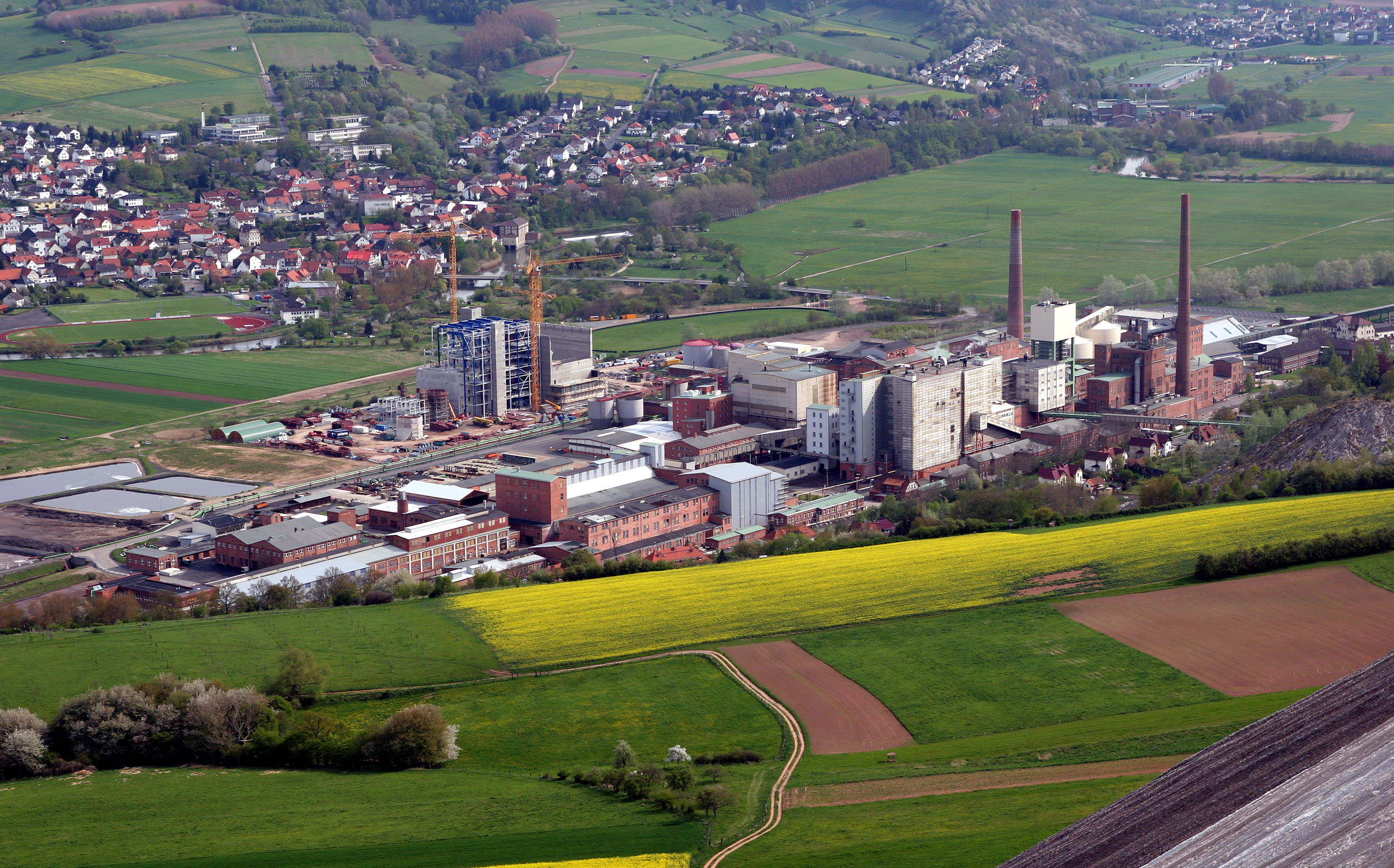
Kaliwerk Wintershall bei Heringen, dahinter die Werra

Die Werra ist der heute am stärksten mit Salzen belastete Industriefluss in Mitteleuropa, eine Folge des Abbaus von Kalisalzen im Einzugsgebiet der Werra. Schon in der Zeit vor 1900 wurde im Werra-Fulda-Kalirevier der Abbau betrieben, mit zunächst nur geringen, örtlich begrenzten Auswirkungen auf die Gewässer. Seit Beginn des 20. Jahrhunderts jedoch werden am Mittel- und Unterlauf der Werra Kalisalze im industriellen Maßstab abgebaut. Die benötigten Gruben wurden in den heutigen Bundesländern Thüringen und Hessen angelegt. Das Kalisalz (KCl und auch das Salz MgSO4) sind Grundstoffe für die Düngemittelindustrie und werden weltweit nachgefragt. Beide Salze kommen in der Natur zusammen mit anderen leicht löslichen Salzen und schwerlöslichen Mineralien vor, weil sich bei der Bildung von Lagerstätten im Verlauf der Meerwassereindampfung alle im Wasser gelösten Salze in der Reihenfolge ihrer Löslichkeiten abscheiden, beginnend mit den schwer löslichen, gefolgt von den leicht löslichen Salzen. Für die Herstellung von Düngemitteln sind jedoch nur die zwei leicht löslichen Kalium- bzw. Magnesium-Salze von Interesse. Alle übrigen schwer löslichen Salze gelten als Abfall und werden auf drei Arten entsorgt: durch Aufhaldung (wie z. B. auf dem Monte Kali), durch unterirdische Verklappung im Plattendolomit oder durch die Einleitung von gelösten Abfallsalzen in die Werra. Zwar stammt ein Teil der Salzfracht der Werra aus nicht vermeidbaren natürlichen Auswaschungen, jedoch wird der größere Teil der Werra-Salzfracht eingeleitet, derzeit bei Unterbreizbach (Ulster), Dorndorf (Werra) und bei Heringen (Werra). Die Einleitungen begannen mit der industriellen Nutzung der Lagerstätten und gefährdeten schon zu Beginn des 20. Jahrhunderts die Trinkwasserversorgung der flussabwärts liegenden Orte, darunter auch die Wasserversorgung der Stadt Bremen. Daraufhin führte das Land Bremen in den 1920er Jahren einen Rechtsstreit gegen die Länder Preußen, Thüringen und den Freistaat Braunschweig vor dem Staatsgerichtshof für das Deutsche Reich.
Nach den Prozessen wurden Grenzwerte für den Salzgehalt in der Werra festgelegt, damit die Stadt Bremen Wasser annähernd in Trinkwasserqualität fassen konnte. Bis zum Jahr 1942 wurden die Grenzwerte für die Salzfracht der Werra wiederholt gelockert, worauf der Salzgehalt anstieg. Daraufhin wurde festgelegt, dass am Pegel Gerstungen die Salzfracht den Wert von 2500 mg/l Chlorid nicht überschreiten darf, somit entspricht die Werra dort Brackwasser.
Seit Beginn der 1960er Jahre beendete die DDR die Verbringung und Lagerung der Salzrückstände unter Tage, und alle Salzrückstände der Kalisalz-Aufbereitung auf Thüringer Seite wurden in die Werra eingeleitet, was katastrophale Folgen hatte. Der bedeutsamste Schadstoff war damals so wie heute gelöstes Natriumchlorid. Hinzu kamen andere Kationen wie die von Calcium und Magnesium und nicht vollständig abgetrennte Kationen des Kaliums sowie Anionen wie Sulfat. Die sich einstellende starke Versalzung zerstörte das Süßwasserökosystem nahezu vollständig. Durch Anpassung entwickelte sich in der Werra ein Lebensraum, der eher einem Salzwasser- als einem Süßwasserökosystem gleicht. Die Wirbellosenfauna von natürlicherweise etwa 60 bis 100 Arten wurde auf eine Biozönose von 3 Arten reduziert. Als Grundlage der Nahrungspyramide blieben in der Werra zeitweise noch etwa zehn Arten, an erster Stelle eine eingeschleppte neuseeländische Schnecke (Potamopyrgus antipodarum), der Flohkrebs Gammarus tigrinus, der eigentlich im Brackwasser beheimatet ist und 1952 gezielt in die versalzte Werra eingebracht wurde, der Schlammröhrenwurm Limnodrilus hofmeisteri sowie diverse Larven von Zweiflüglern, vor allem Zuckmücken. Seit 2002 wurden die Einleitungen der Firma Kali und Salz unterhalb von Gerstungen begrenzt und dabei der Salzgehalt auf geringerem, aber immer noch erhöhtem Niveau verstetigt. Seitdem hat sich die Artenzahl etwas erhöht.
Der 1942 festgelegte Höchstwert von 2500 mg/l Chlorid wurde in den Jahren der DDR weit überschritten. Nach der Wiedervereinigung wurde der Kalibergbau in Thüringen eingestellt und die Werra erholte sich, ohne aber den Zustand eines nicht salzbelasteten Gewässers zu erreichen. Bei Untersuchungen der letzten Jahre konnten anstelle von vorher drei nun zehn Arten gefunden werden. Nicht salzbelastete Abschnitte der Werra bieten demgegenüber Lebensraum für dreißig bis vierzig Arten.
Als Folge der Überschreitung wurde nach der politischen Wende in der DDR der ehemalige Wunschwert im November 2003 als zukünftig tolerierbarer Grenzwert festgelegt, was – laut Regierungspräsidium Kassel – keine Verschlechterung gegenüber dem vorhergehenden Zustand bedeutet. Weiterhin wies die Behörde darauf hin, dass bereits 2011 Gerichte festgestellt hätten, dass die Einleitungen keine neuen Gefahrenlagen begründen. Während Umweltschutzverbände, Bürgerinitiativen und einige politische Parteien für die Bürger nachteilige Auswirkungen im Sinne des Wasserhaushaltsgesetzes sehen, bestreitet das Regierungspräsidium, dass irgendwelche Umweltschäden vorlägen.
Auch eine Berufung auf das von der EU erlassene Umwelthaftungsgesetz wurde von der Behörde nicht befürwortet, weil der genannte Verursacher des Schadens, die Betreiberfirma K+S, keinen wesentlichen Umweltschaden verursacht hätte.
Das Kasseler Bergbau-Unternehmen K+S AG leitete seit Pfingsten 2007 im Rahmen der vorgegebenen Grenzwerte zusätzlich salzbelastete Abwässer der Halde des Bergwerks Neuhof-Ellers an der Fulda in die Werra ein, was von Umweltschützern scharf kritisiert wurde. Auf Initiative der Länder Hessen und Thüringen und des Unternehmens K+S AG konstituierte sich am 18. März 2008 der Runde Tisch „Gewässerschutz Werra/Weser und Kaliproduktion“. Er sollte, auch vor dem Hintergrund der notwendigen Einstellung der Versenkung von Salzabwässern in tiefe geologische Schichten des Plattendolomit, eine Lösung für das Problem der Salzabwasserentsorgung und der Werraversalzung erarbeiten. Am Runden Tisch saßen unter Leitung von Hans Brinckmann 25 Vertreter (Bundesländer, Gemeinden, Städte und Landkreise an Werra und Weser, Umweltverbände, Bürgerinitiativen, Gewerkschaften, Weserbund, IHK, K+S AG). Bis zum Herbst 2009 sollte ein Konzept für eine Lösung vorgelegt werden, davor sollten alle denkbaren Maßnahmen auf ihre Machbarkeit und ihre Wirksamkeit hin untersucht werden. Außer Änderungen bei der Produktion, die den Anfall von zu entsorgendem Salz vermeiden oder vermindern könnten, sollten auch bessere Entsorgungswege erwogen werden, etwa durch deren direkte Einleitung in die Nordsee über eine Pipeline, den untertägigen Versatz und die Eindampfung der Abfalllaugen vor Ort.
Das Regierungspräsidium Kassel erteilte der K+S wurde am 30. November 2012 eine neue wasserrechtliche Erlaubnis für die Einleitung von salzhaltigen Abwässern in die Werra, wobei die Abwassermengen und -parameter bis 2020 schrittweise reduziert werden sollten. Unter anderem sollte der seit 1942 unverändert geltende Grenzwert für Chlorid ab 2015 auf 1.700 mg/l, die Abwassermenge auf acht Millionen Kubikmeter im Jahr reduziert werden. Kritiker sahen auch mit den strengeren Grenzwerten das Erreichen der Qualitätsziele der EU-Wasserrahmenrichtlinie bis zum Jahr 2020 als unmöglich an. Eine Lösung des Problems wurde in der Zwischenlagerung der salzigen Abwässer in alten, tief gelegenen Grubenbauen gesehen. Dieses „Einstapelung“ genannte Verfahren sollte es der K+S ermöglichen, ihren Betrieb auch bei geringer Wasserführung des Flusses weitgehend aufrechtzuerhalten, ohne die Grenzwerte zu überschreiten. Das Grundwasser sei nicht gefährdet, da die Gruben unter den Aquiferen lägen.
Vom Hessischen Umweltministerium wurde ein „guter ökologischer Zustand“ bis 2027 als unmöglich eingeschätzt.
Mitte des Jahres 2023 kam es zu einem Vergleich im Prozess zwischen dem hessischen Bund für Umwelt und Naturschutz (BUND) und der K+S mit der Maßgabe, dass die Zielwerte bei Einleitungen des Salzes (Natriumchlorid) in die Werra nur noch an maximal 18 Tagen im Jahr überschritten werden dürfen. Außerdem sagte K+S zu, den Zielwert der Chlorid-Konzenentration an der Entnahmestelle beim Eingang Wintershall an mindestens 275 Tagen im Jahr einzuhalten. Dabei würde an diesen Tagen auch die Konzentration von Kalium und Magnesium sinken. Damit wurde das Eilverfahren mit der strengeren Vorgabe abgeschlossen, die Zielwerte des Bewirtschaftungsplanes nur noch an maximal 18 Tagen im Jahr zu überschreiten und den Zielwert der Chlorid-Konzentration an mindestens 275 Tagen einzuhalten.

### Schifffahrt

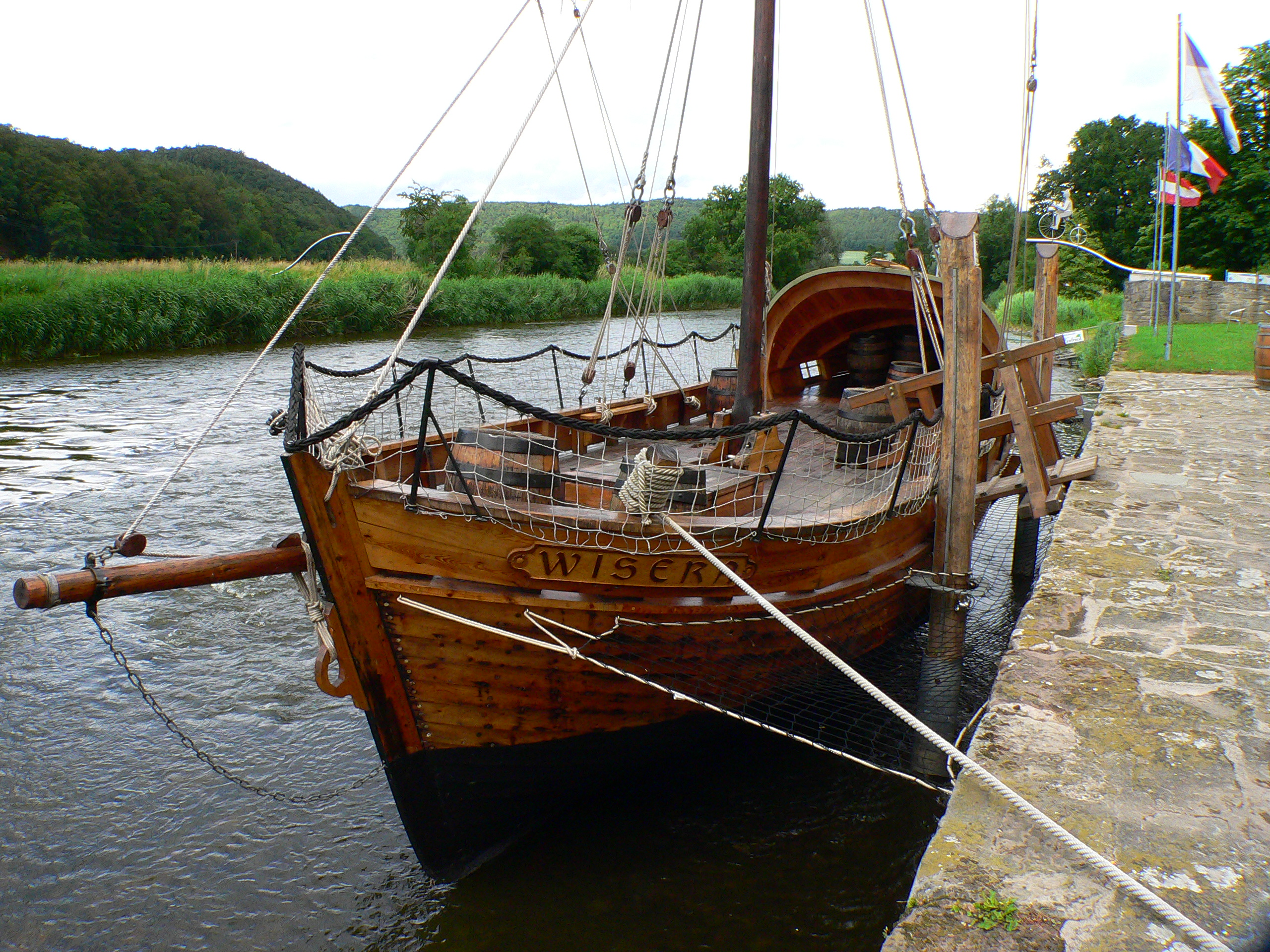
Werrakahn um 1650 (Nachbau) in Wanfried

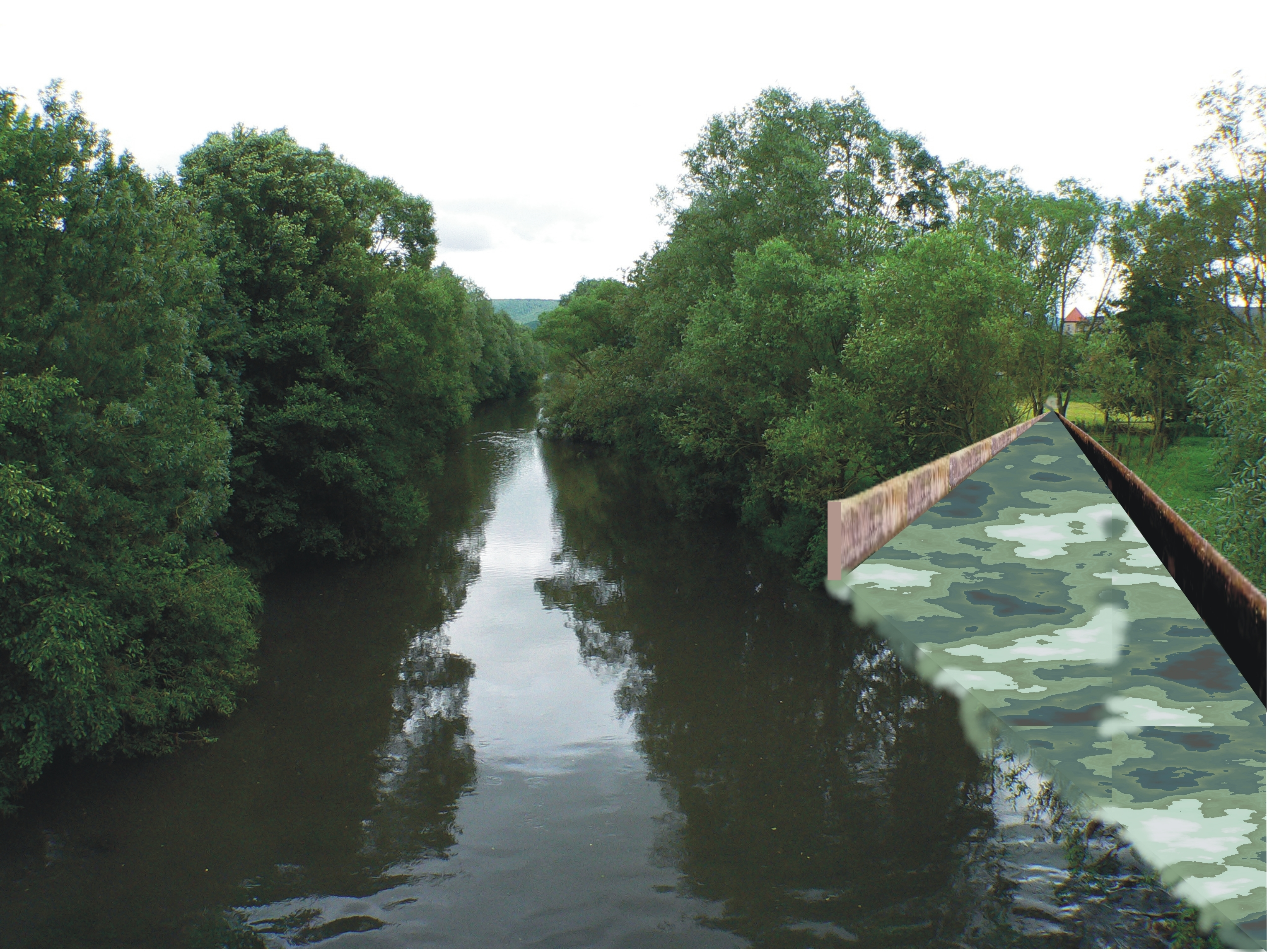
Mögliche Abzweigung des Main-Werra-Kanals nördlich Untermaßfeld, Planungen 1924–1961

Die Werra (Wr) ist in ihrer Mündungsstrecke von km 89,0 (Mündung in die Weser) bis 84,0 (Staustufe „Letzter Heller“) eine nicht klassifizierte Bundeswasserstraße, von da ab bis km 78 (Staustufe Falken) eine sog. „sonstige Binnenwasserstraße des Bundes“, für die das Wasserstraßen- und Schifffahrtsamt Weser zuständig ist. Auf dieser Strecke bestehen heute 7 Staustufen in Falken, Wanfried, Eschwege, Bad Sooden-Allendorf, Hedemünden, „Letzter Heller“ und in Hann. Münden vornehmlich zur Wasserkraftnutzung. Zur Erhaltung der Schiffbarkeit gibt es in Eschwege, Bad Sooden-Allendorf und Hann. Münden je eine kleine Kammerschleuse; die Schleuse „Letzter Heller“ ist außer Betrieb. Die Werra wird nur noch von der Sportschifffahrt benutzt.
Anstöße für eine Werraschifffahrt gaben bereits im frühen Mittelalter Klöster. 979 traf Kaiser Otto II. Regelungen für die Schifffahrt auf der Hörsel, woraus hervorgeht, dass auch die Werra wenigstens bis zur Mündung der Hörsel befahren wurde. Im 14. Jahrhundert kam durch den Mühleneinbau die Schifffahrt oberhalb von Wanfried zum Erliegen. Unterhalb Wanfrieds waren die Mühlenstaue so angelegt, dass die Schiffe offene Schiffsgassen, die zugleich Floßgassen waren, oder Stauschleusen benutzen konnten. Praktisch überwog Schifffahrt zu Tal, in Wanfried dürfte die Anfuhr per Schiff weniger als ein Drittel der Abfuhr betragen haben. Für die Talfahrt wurden vorzugsweise leichte Boote verwendet und dann in Münden verkauft. Befördert wurden u. a. Waid, eine zur Herstellung blauer Farbe benutzte Pflanze, und Keramikwaren wegen des billigen und bruchsicheren Transports sowie in großem Umfang Getreide für Holland.
Zahlreiche Planungen ab dem 17. Jahrhundert, die Werra auch oberhalb Wanfried wieder zu nutzen und durch einen Main-Werra-Kanal sogar eine Verbindung zum Main herzustellen, wurden 1961 endgültig aufgegeben. Um aber die Bergfahrt zu ermöglichen, ließ Landgraf Wilhelm VIII. von Hessen-Kassel an den Mühlen in Eschwege (1735) und (Bad Sooden-) Allendorf (1756) Schleusen bauen. Der Beseitigung eines jahrhundertealten Schifffahrtshindernisses, einer Felsbarre, diente der Bau der Staustufe Hann. Münden 1877–1881 mit einem Nadelwehr und einer Kammerschleuse. Der erhoffte Aufschwung der Güterschifffahrt blieb aber aus und wurde mit dem Ersten Weltkrieg ganz eingestellt.
1921 bis 1924 entstand die Staustufe am „Letzten Heller“ zur Wasserkraftgewinnung. Ab 1926 gab es neue Planungen für einen Werra-Ausbau in erster Linie für die Beförderung von Kali zum Überseehafen Bremen. Der Zweite Weltkrieg verhinderte die Verwirklichung endgültig.

### Schleusen
Die Schleusen der Werra (siehe hierzu auch obigen Abschnitt Schifffahrt) sind (flussabwärts betrachtet):
| Name der Schleuse             | Werrakilometer | Daten                               | Baujahr |
| ----------------------------- | -------------- | ----------------------------------- | ------- |
| Schleuse Wanfried             | 20,2           | L 21 m / B 4,30 m / Fallhöhe 2,10 m | 1752    |
| Schleuse Eschwege             | 29,406         | L 32 m / B 4,60 m / Fallhöhe 2,25 m | 1752    |
| Schleuse Bad Sooden-Allendorf | 47,655         | L 38 m / B 4,40 m / Fallhöhe 2,36 m | 1752    |
| Schleuse Letzter Heller       | 83,943         | L 40 m / B 4,50 m / Fallhöhe 4,80 m | 1923    |
| Werraschleuse Hann. Münden    | 88,6           | L 49 m / B 7,30 m / Fallhöhe 1,72 m | 1881    |

### Flößerei
Auf der Werra wurden seit dem 16. Jahrhundert Flöße vom Thüringer Wald den Fluss herabgebracht; die letzten kamen im Jahr 1939 in den Fluss. Die Thüringer Flöße, die sogenannten Oberländer, waren 18–20 m lang, 3,30–4 m breit, ihr Inhalt lag bei etwa 20 Festmeter Holz. Die Flößerei wurde dadurch behindert, dass die Werra stellenweise Grenzfluss zwischen Sachsen-Meiningen und Hessen war. Häufige Streitigkeiten betrafen die Floßholzabgaben, Uferbeschädigungen und gelegentliche Diebstähle sowie die Öffnungszeiten der Mühlwehre. Hessen durfte von 1567 an nur Floßholz auf der Werra zoll- und geleitsfrei nach Sooden-Allendorf bringen. Dieses Holz sollte jedoch zeitlich nur zwischen 1. Mai und Pfingsten oder Laurentiustag eingeworfen werden. Die Beamten in Creuzburg und Gerstungen mussten 14 Tage vorher benachrichtigt werden, wann und wo der Holzeinwurf stattfinden sollte. Als Ersatz für den angerichteten Schaden hatte die Saline in Sooden jährlich 100 Achtel Salz an den Herzog von Sachsen-Eisenach zu liefern. Das für Sooden-Allendorf bestimmte Holz kam aus den Gebieten der mittleren Werra unterhalb von Bad Salzungen. Genannt wurden in den Verordnungen die Ämter Gerstungen und Kreuzburg. Vor allem aber lieferte der Seulingswald Floßholz. In Sooden befand sich ein mobiler Fangrechen, der nur für die Dauer der Flöße in den Fluss gezogen wurde. Bei der Ankunft wurde das Holz vom Holzvogt abgenommen, der es taxierte und weiter an die Södermeister verkaufte. Mit dem Gelderlös wurden die Holzhauer, Fuhrleute und Floßknechte entlohnt. Die bescheidene Größe der Werraflöße war durch das flache Fahrwasser und die schmalen Floßgassen neben den Wehren bedingt. Die eigentliche Werraflößerei begann in Wernshausen, einem jahrhundertealten Flößerzentrum am Thüringer Wald. Unmittelbar an der Werra gelegen, befand sich vor dem Dorf der Hauptstapel- und Einbindeplatz, hier wurde das ankommende Holz nach Stärkeklassen gelagert, sortiert und die Stämme wurden von Zimmerleuten zum Einbinden vorbereitet. Seit dem 17. Jahrhundert war auch die Creuzburger Saline Wilhelmsglücksbrunn von dem Floßholztransport abhängig. Nach den Salinen waren auch die nach dem Dreißigjährigen Krieg zerstörten Städte von Bauholzlieferungen abhängig, diese wurden in Form von vorgefertigten Balken und Dielenbrettern beliefert. Noch heute erinnert das Hölzerkopfhaus in Mihla an eine einst wohlhabende thüringische Flößerfamilie, diese durften ihre Flöße weiter gegen Bremen fahren lassen.

### Werrakraftwerke
aktuelle Wasserkraftanlagen an der Werra sind unter anderem:
| Ort                                                                   | Leistung [MW] | Betreiber                            | in Betrieb seit |
| --------------------------------------------------------------------- | ------------- | ------------------------------------ | --------------- |
| Wasserkraftanlage „Walkmühle“ Meiningen                               |               | Firma Retzer                         | 2009            |
| Wasserkraftanlage Tiefenort                                           |               | ???                                  | ???             |
| Wasserkraftanlage Dorndorf                                            |               | Wasserkraftwerke Ost-West            | 1996            |
| Wasserkraftanlage Heringen                                            |               | Eberlein GmbH                        | 1904/2005       |
| Wasserkraftwerk Berka/Werra                                           |               | ???                                  | ???             |
| Wasserkraftwerk „Steinmühle“, Wommen                                  |               | ???                                  | ???             |
| Wasserkraftwerk Spichra                                               |               | Thüringer Energie                    | 1925 (1998)     |
| Wasserkraftwerk Mihla                                                 |               | Thüringer Energie                    | 1919 (2006)     |
| Wasserkraftwerk Falken                                                |               | Thüringer Energie                    | 1912 (1999)     |
| Elektrizitätswerk Wanfried                                            |               | von Scharfenberg KG                  | 1901            |
| Schlossmühle/Schabe Eschwege                                          |               | Stadt Eschwege                       | 1906/1908       |
| Wasserkraftwerk Bad Sooden-Allendorf                                  |               | Werra Kraftwerk Bad Sooden-Allendorf | ???             |
| Laufwasserkraftwerk Hedemünden                                        | 0,18          | August Hannemann (WKA)               | 1963 (2013)     |
| Hann. Münden, Laufwasserkraftwerk Werrawerk (früher „Letzter Heller“) | 2,60          | Statkraft Markets GmbH               | 1924            |
| Hann. Münden, Wasserkraftschnecke Blumer Wehr                         | 0,14          | Versorgungsbetriebe Hann. Münden     | 2011            |

Früher befanden sich noch Anlagen in Bad Salzungen, Vacha und Sallmannshausen.

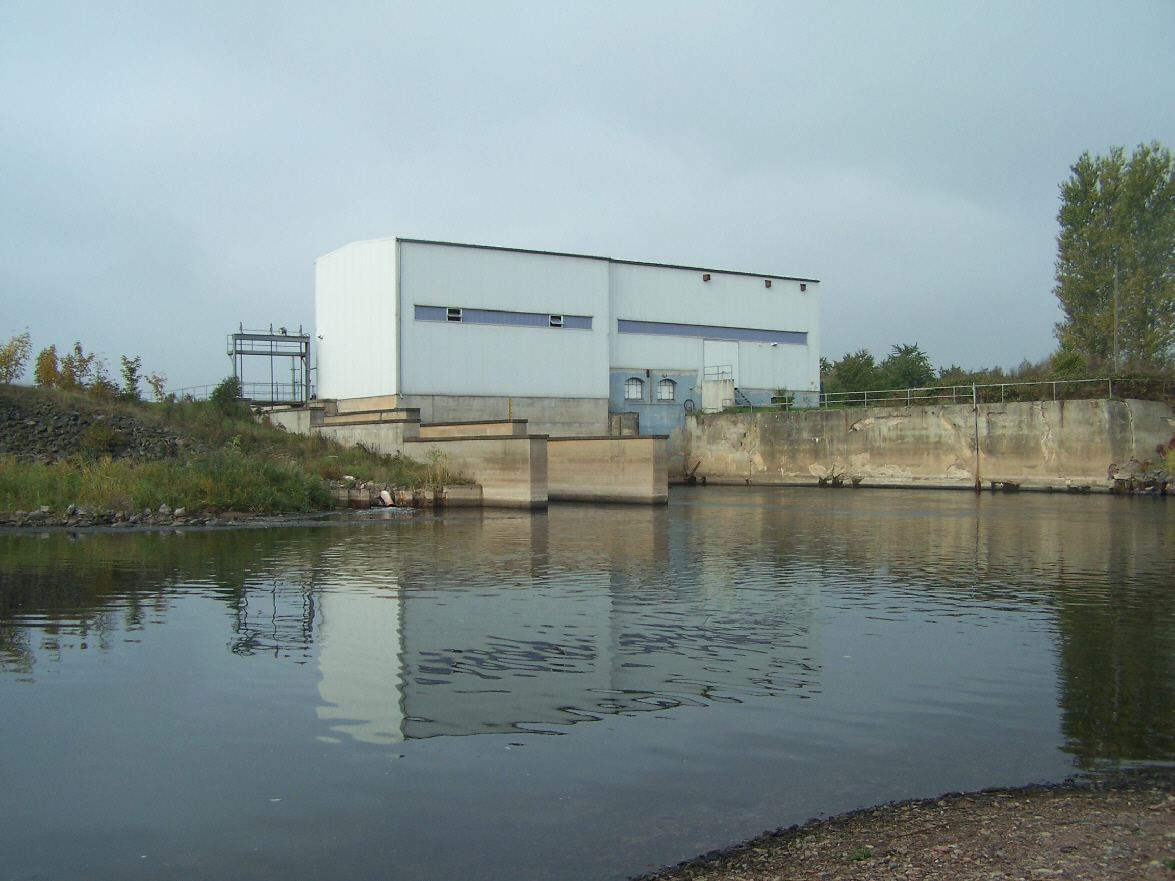
Wasserkraftwerk Berka/Werra
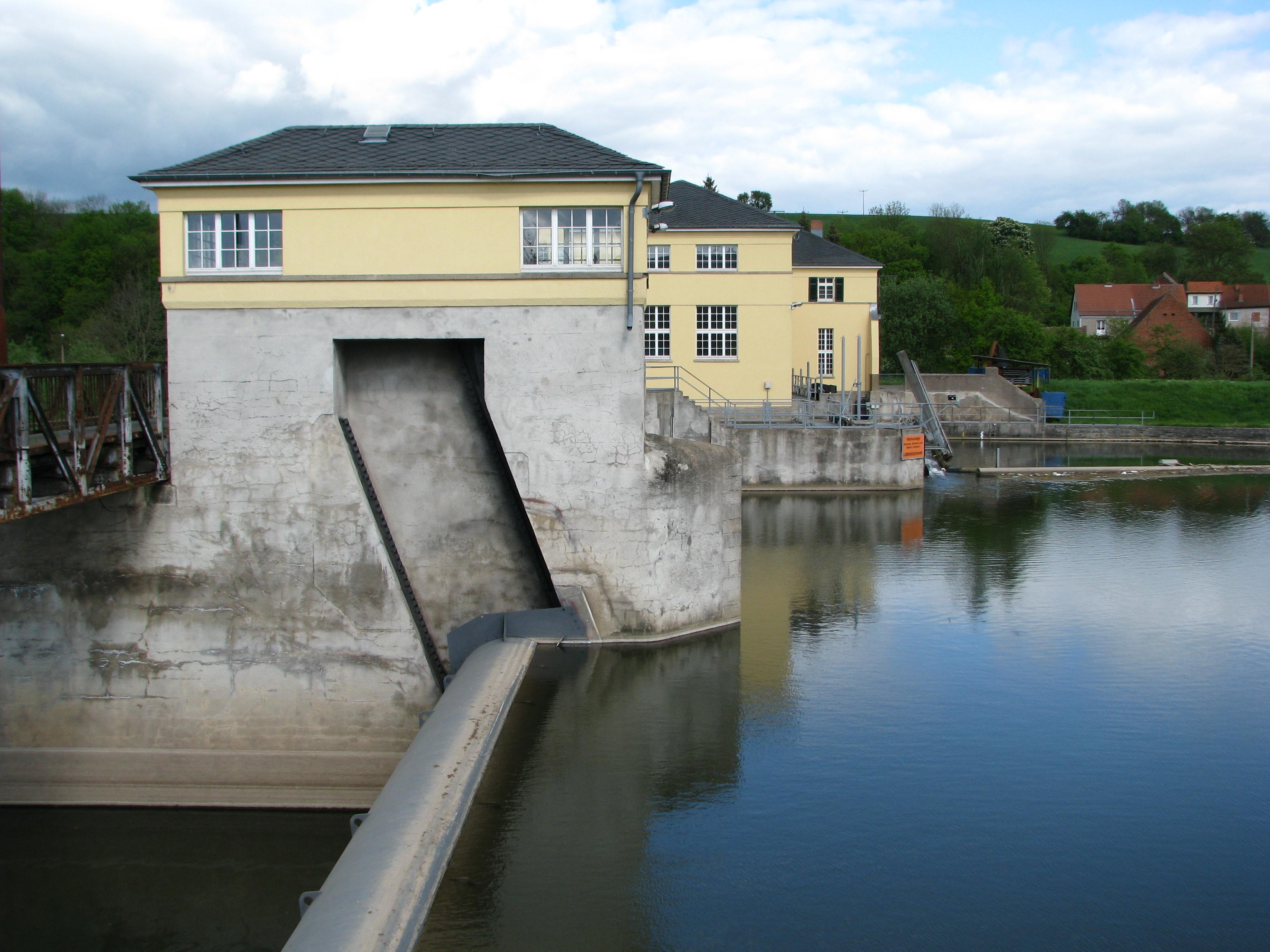
Wasserkraftwerk Spichra
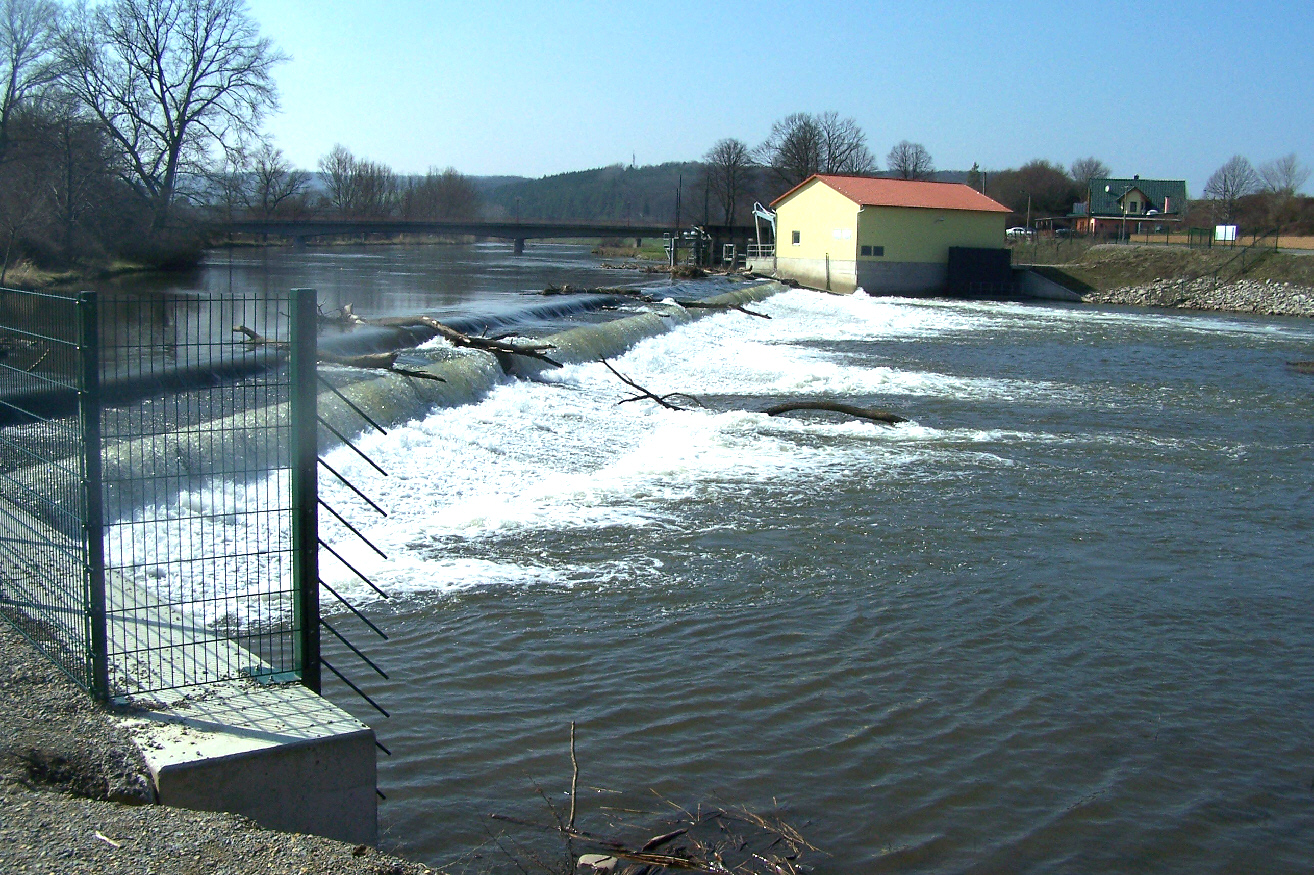
Wasserkraftwerk Mihla
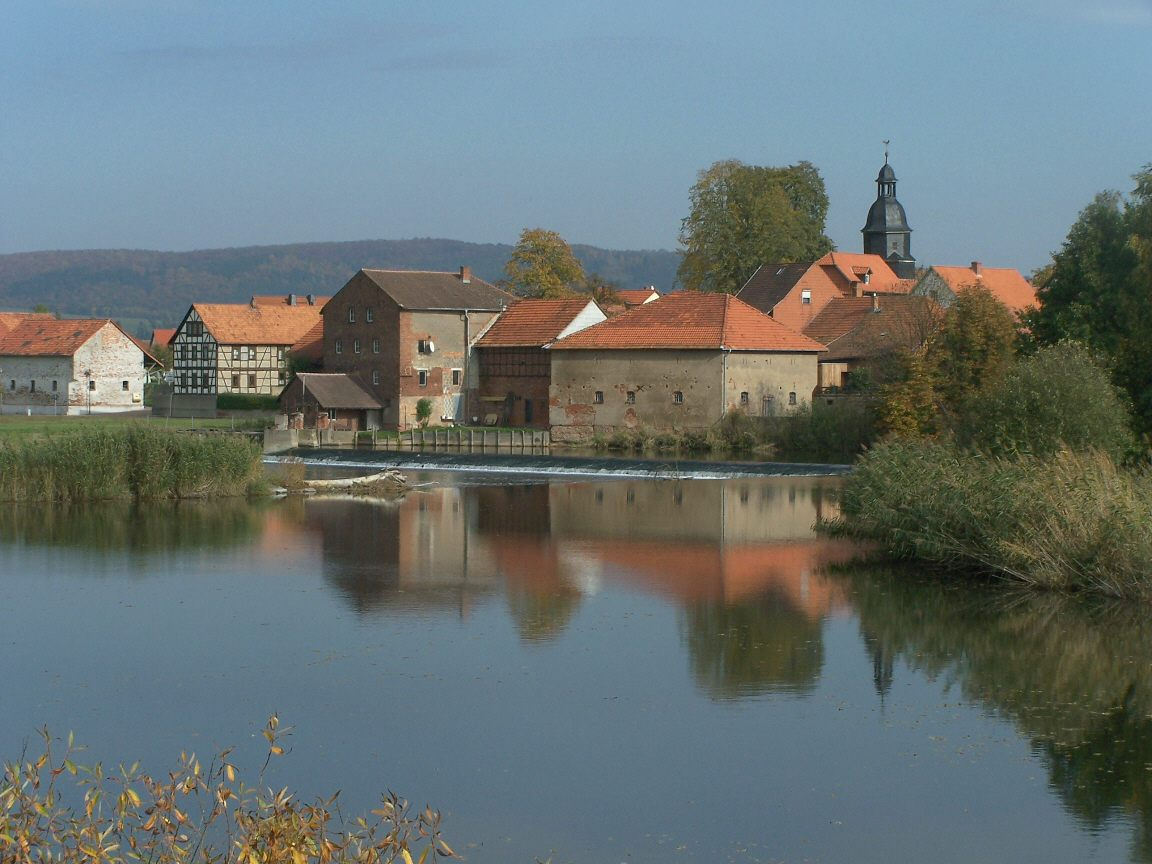
Wasserkraftwerk Sallmannshausen
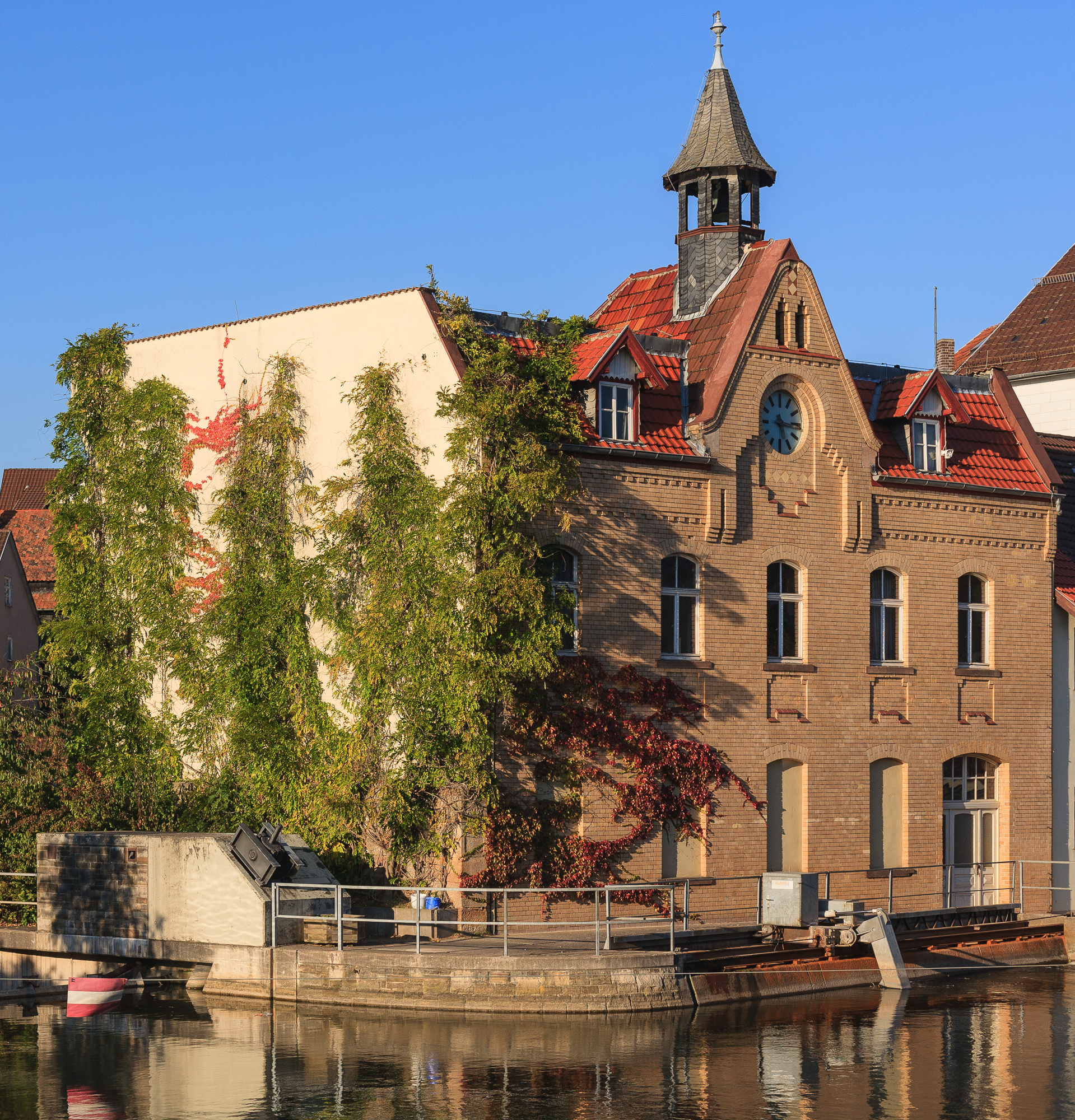
Wasserkraftwerk Schabe, Eschwege
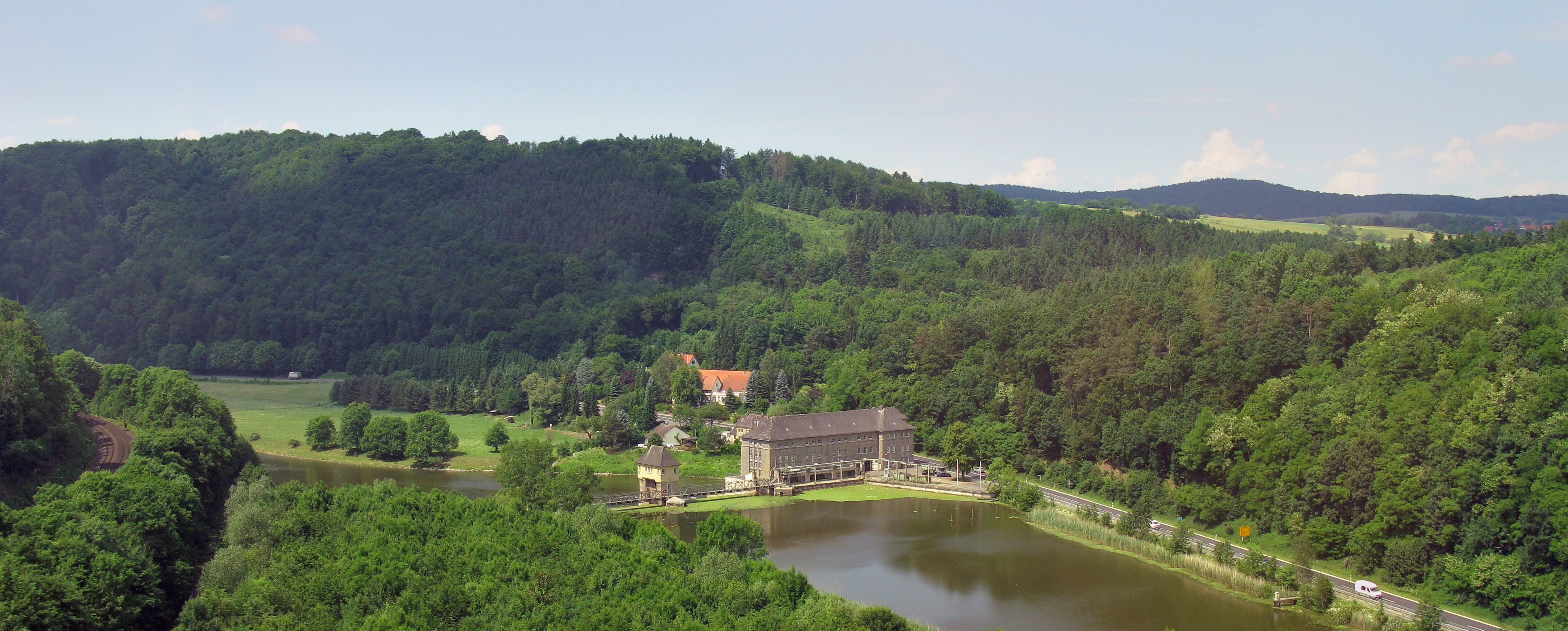
Laufwasserkraftwerk Werrawerk, Hann. Münden
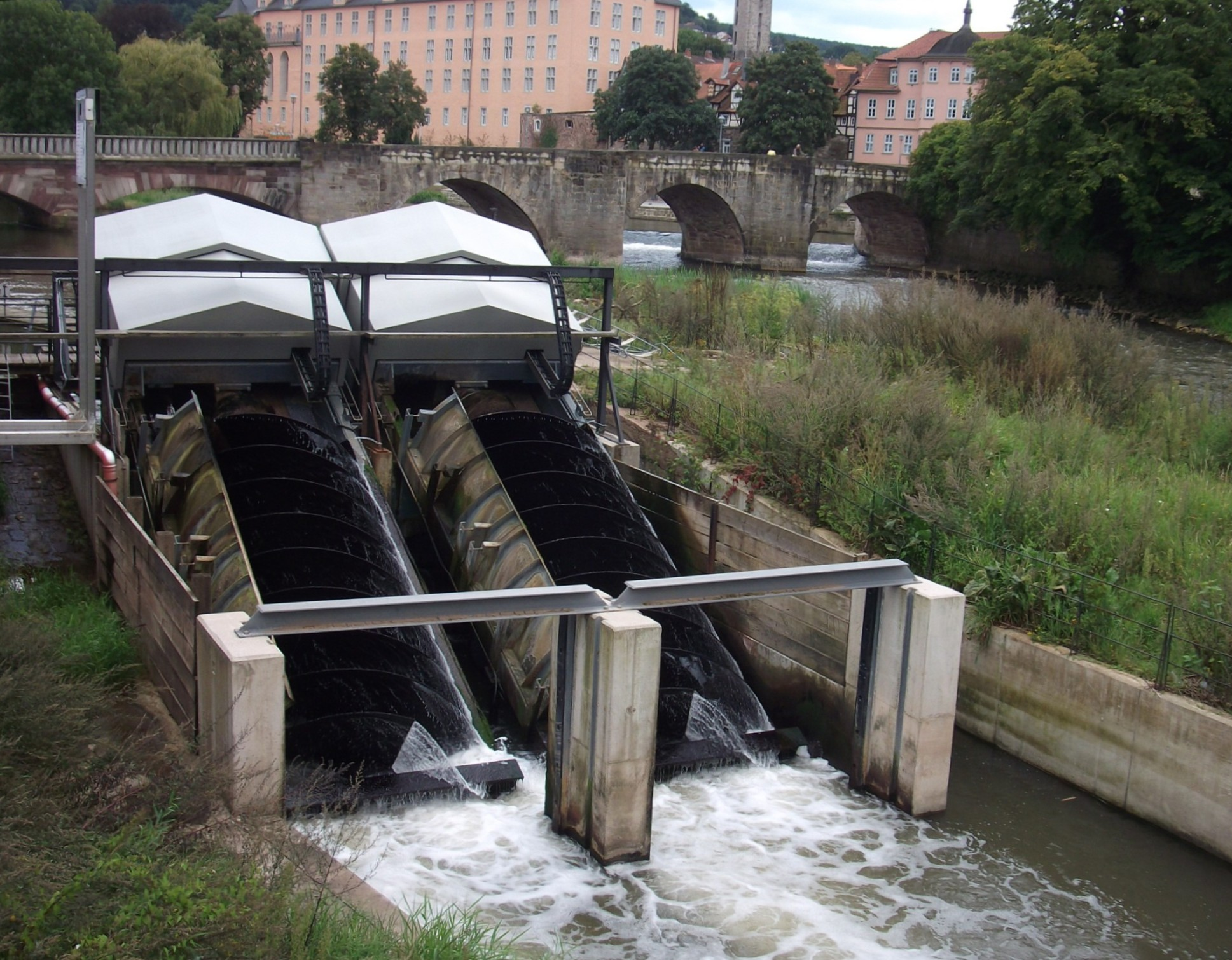
Doppel-Wasserkraftschnecke, Hann. Münden

### Fischfang
Die Werra war im Mittelalter noch eines der wichtigsten Fischfanggebiete in Thüringen. Die Fangrechte waren vom Landesherren abschnittsweise an privilegierte Müller oder adelige Grundherren vergeben. Der Streit um Fangquoten und den Einbau von Fischwehren füllt Bände.
Bis in das 18. Jahrhundert waren Lachse in der Werra nachweisbar. Mit der Einleitung ungeklärter Industrieabwässer und den Rückständen der Kali- und Sodaproduktion verschlechterte sich der Fischbestand des Flusses dramatisch. Die in den Zuflüssen noch vorhandenen Fischpopulationen haben zudem durch die kommunalen und landwirtschaftlichen Abwässer und den Einbau von Sperrwehren zu leiden.

### Tourismus

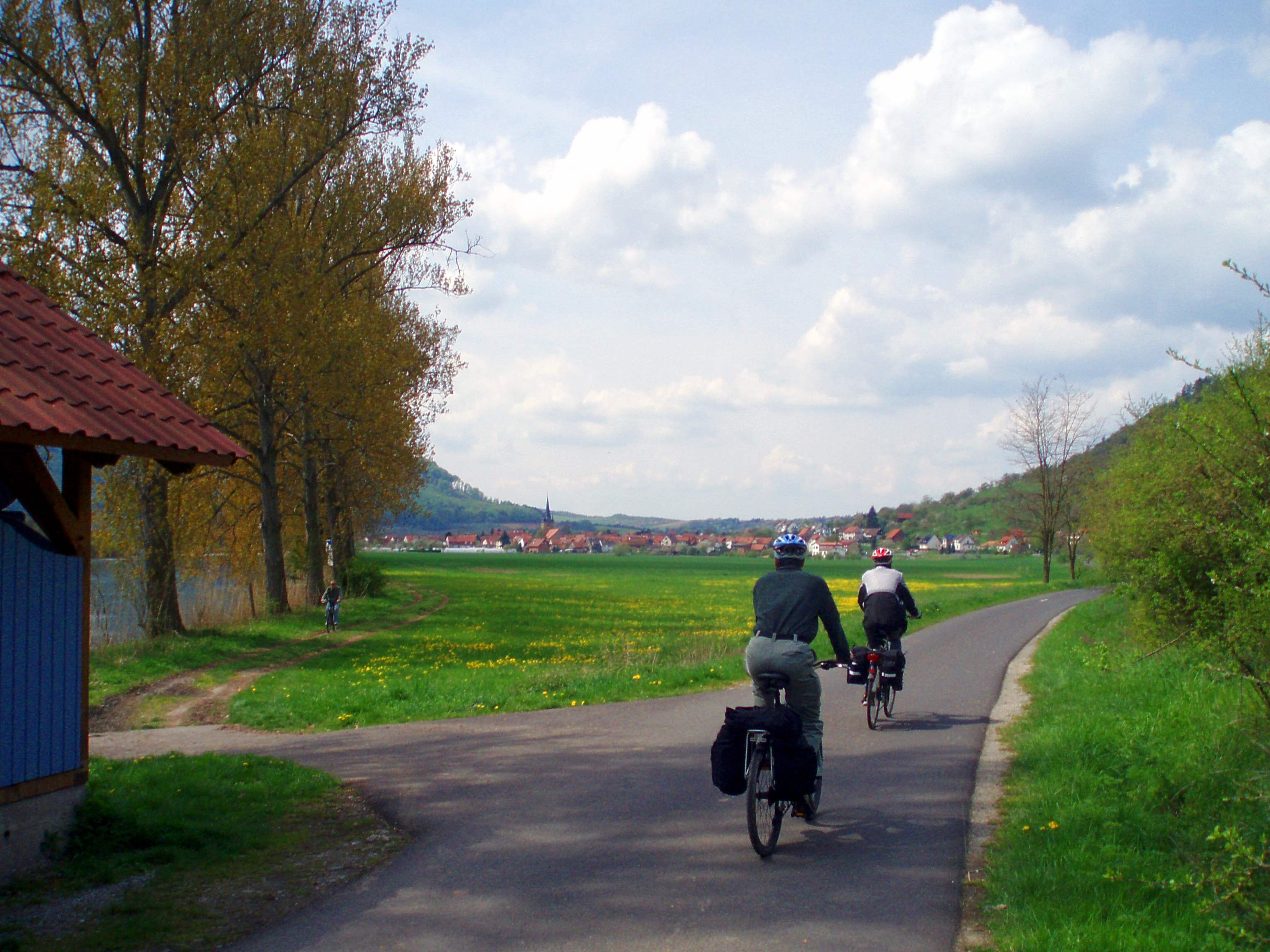
Der Werratal-Radweg bei Falken

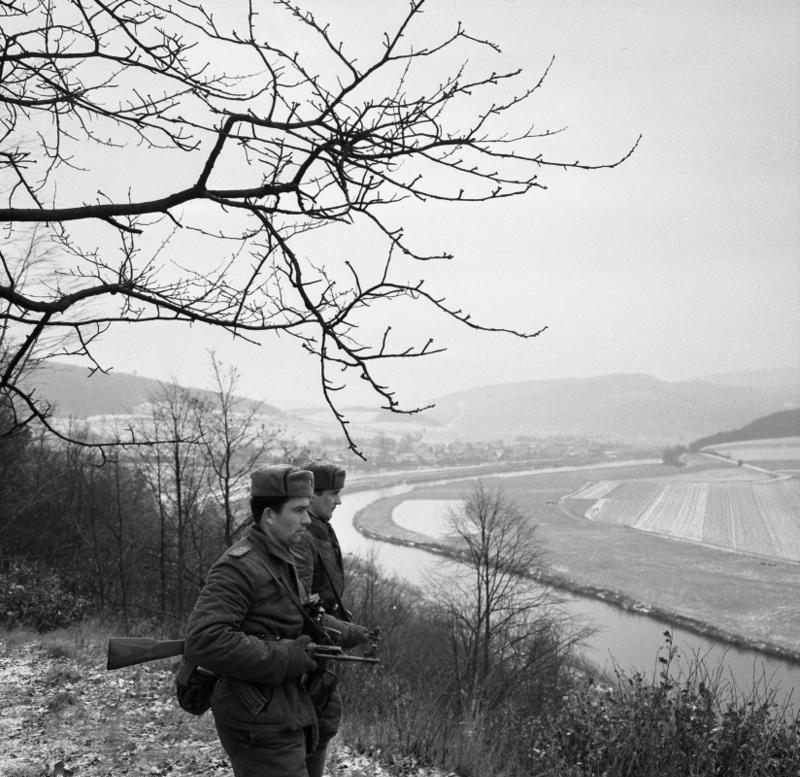
Wie hier bei Lindewerra wechselt die Werra mehrmals ihre Position westlich, östlich oder auf der ehemaligen innerdeutschen Grenze

An denjenigen Teilabschnitten des Flussverlaufs zwischen Vacha und Witzenhausen, an denen die ehemalige innerdeutsche Grenze im Flussbett der Werra verlief, begleitet das Grüne Band Deutschland, Deutschlands längster Biotopverbund, das Thüringer Flussufer. Die Breite des Bandes ergibt sich aus dem Verlauf des Kolonnenwegs. Diesen kann man zu Fuß ablaufen bzw. mit dem Fahrrad entlangfahren, sofern er erhalten und nutzbar geblieben ist. Allerdings müssen (Rad-)Wanderer damit rechnen, an solchen Stellen in eine Sackgasse zu geraten, an denen die Grenze auf das Gebiet am anderen Werraufer wechselt. 
Teils in der Nähe des Grünen Bandes, teils abseits von ihm verläuft neben der Werra seit 1997 der 290 km lange, überregionale und einheitlich markierte Werratal-Radweg. Der Fluss selbst wird von Wasserwanderern stark frequentiert. Bootsverleihe bestehen an mehreren an der Werra gelegenen Orten. Die Wasserwanderstrecke ist mit Bootsanlegestellen und Umtragen sowie Vesperplätzen mit Informationstafeln an Wehranlagen von Themar in Südthüringen bis zur Wesermündung erschlossen.
Von Hann. Münden bis zur Wartburg bei Eisenach begleitet der Fernwanderweg Werra-Burgen-Steig (X5) den Fluss mit einer Thüringer und einer hessischen Strecke, dem vom Verband Deutscher Gebirgs- und Wandervereine zertifizierten Werra-Burgen-Steig Hessen (X5H).

## Forschung

### Thüringen
Die Untersuchungsprogramme zur Gewässerüberwachung in der Thüringer Landesanstalt für Umwelt und Geologie umfassen die Gewässerbiologie und die Gewässerchemie. Das Artenspektrum der Zuflüsse auf thüringischem Gebiet wurde erstmals im Jahr 2006 und zum Vergleich zuletzt 2010 erfasst. Im Aufbau ist eine zentrale Fischdatenbank als Monitor für die Gewässergüte, in diese sollen die jährlichen Daten einfließen. Berücksichtigt werden sollen auch Daten, die Naturschutzverbände selbst erheben. Das Ergebnis der aktuellen Untersuchung wurde im Juni 2011 bekannt gegeben: Es zeigt eine deutliche Verschlechterung im Fischbesatz als Indiz für eine Verschlechterung der Fließgewässergüte der Werra und deren Hauptzuflüssen Nesse und Hörsel im Wartburgkreis und in der kreisfreien Stadt Eisenach.

### Historische Hochwasserereignisse
Hochwasserereignisse richten jährlich enorme Schäden entlang der Flussläufe an. Für den Schutz der Menschen und Sachwerte ist das Risiko einer Hochwasserkatastrophe zu bestimmen, Schutzvorkehrungen und Einsatzpläne sind zu organisieren. Hierzu müssen historische Hochwasserereignisse berücksichtigt werden. Ihr Auftreten ist seit Jahrhunderten in Ortschroniken und beispielsweise durch Markierungen an Bauwerken dokumentiert. Die wissenschaftliche Dokumentation und Auswertung historischer Hochwasserereignisse wird durch eine Forschungsgruppe an der Universität Göttingen für das Stromgebiet der Weser vorgenommen.

### Biber
Der Biber breitet sich seit 2012 auch wieder an der Werra und einigen ihrer Zuflüsse in Süd- und Westthüringen aus. Das Thüringer Landesverwaltungsamt als Obere Naturschutzbehörde hat hierzu gemeinsam mit dem Naturschutzbund (NABU) Landesverband Thüringen das Projekt „Bibermanagement in Thüringen 2013/2014“ ins Leben gerufen. In den folgenden Jahren konnten Biber und Biberspuren an mehreren Abschnitten der Werra bis ins hessische Bad Sooden-Allendorf nachgewiesen werden.